# Mülheim (Köln)
Mülheim (Kölsch: Müllem) ist ein ursprünglich bergischer Stadtteil von Köln, der dem Bezirk Mülheim den Namen gegeben hat. Mit 43.055 Einwohnern (Stand: 31. Dezember 2019) ist Mülheim der bevölkerungsreichste Stadtteil der Stadt.

## Lage

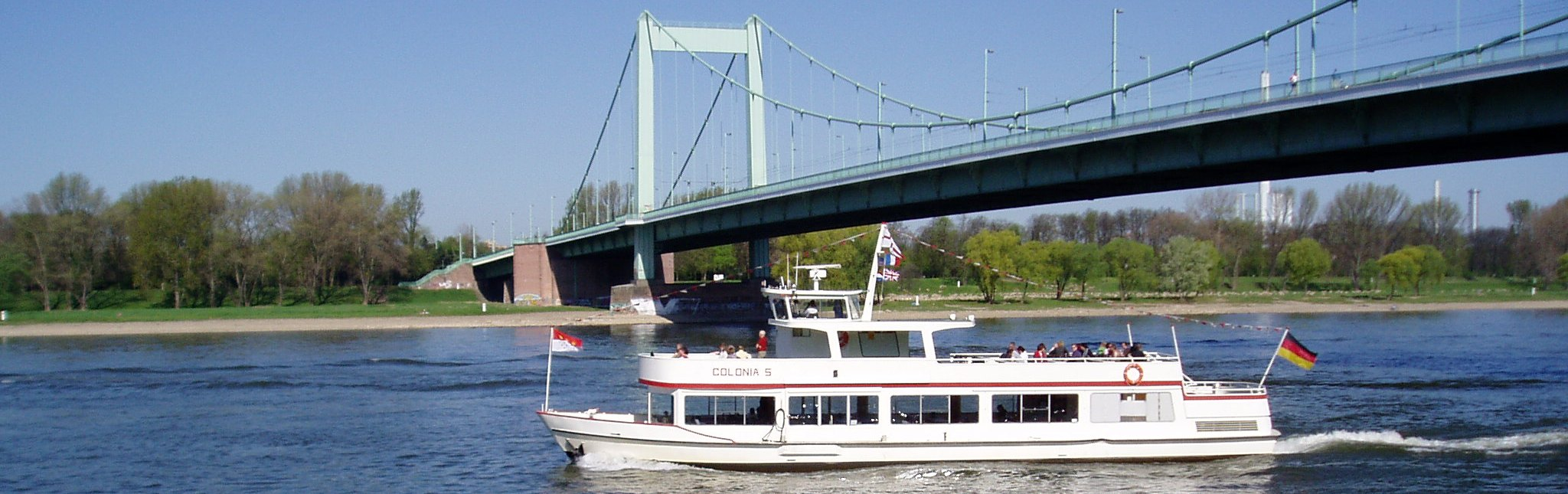
Mülheimer Brücke und ein „Müllemer Böötche“

„Müllemer Böötche“ an ihrem Anlegeplatz um 1900, diese sind durch das Karnevalslied „Heidewitzka, Herr Kapitän“ überregional bekannt geworden.

Ausschnitt Köln und Mülheim „Carte des Herzogtums Berg“ Wiebeking um 1790; Quelle: Mülheim im Museum Kölnisches Stadtmuseum 1991

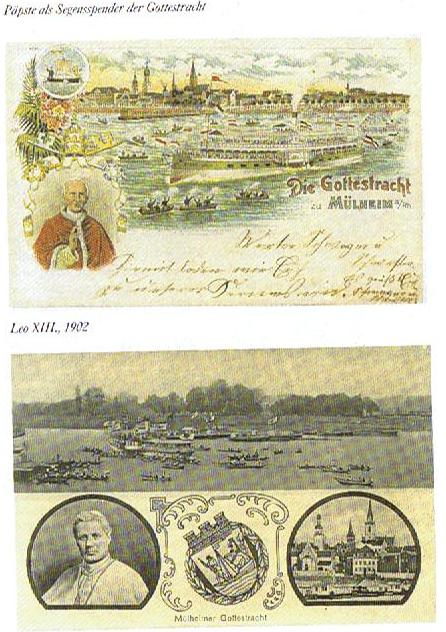
Lithographierte Postkarten um 1900. Mülheimer Gottestracht.

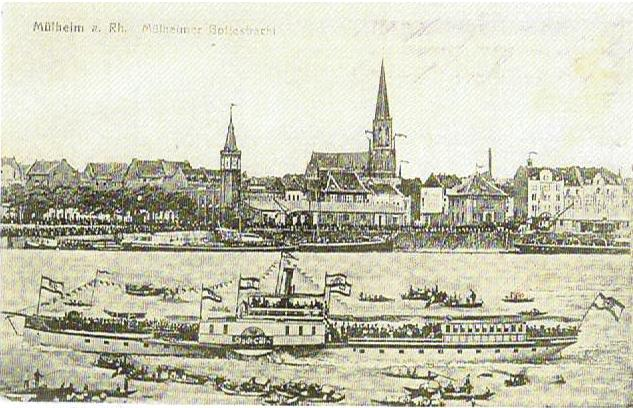
Lithographierte Postkarte 1914 Mülheim mit Mülheimer Gottestracht

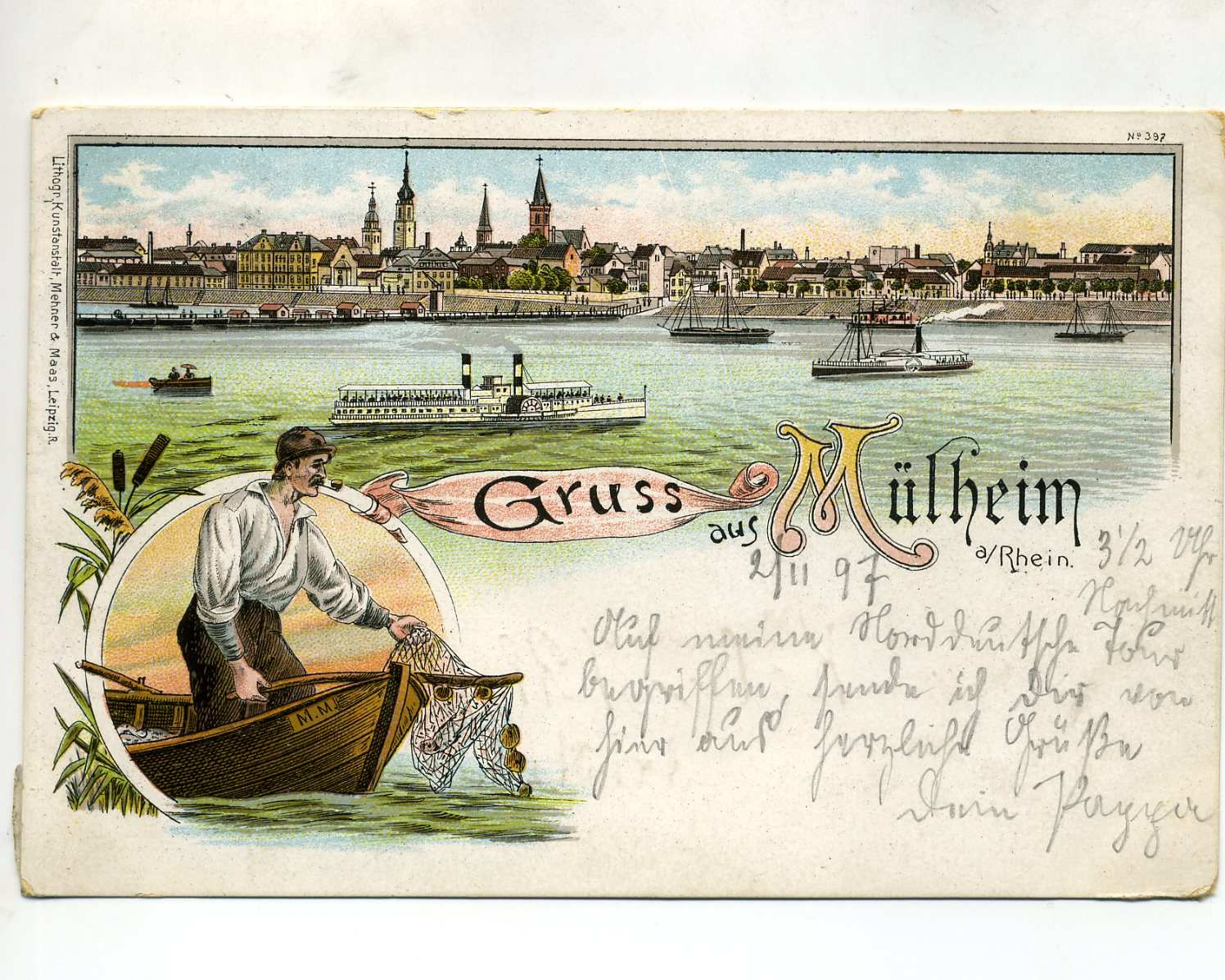
Lithographierte Postkarte 1897 Fischer

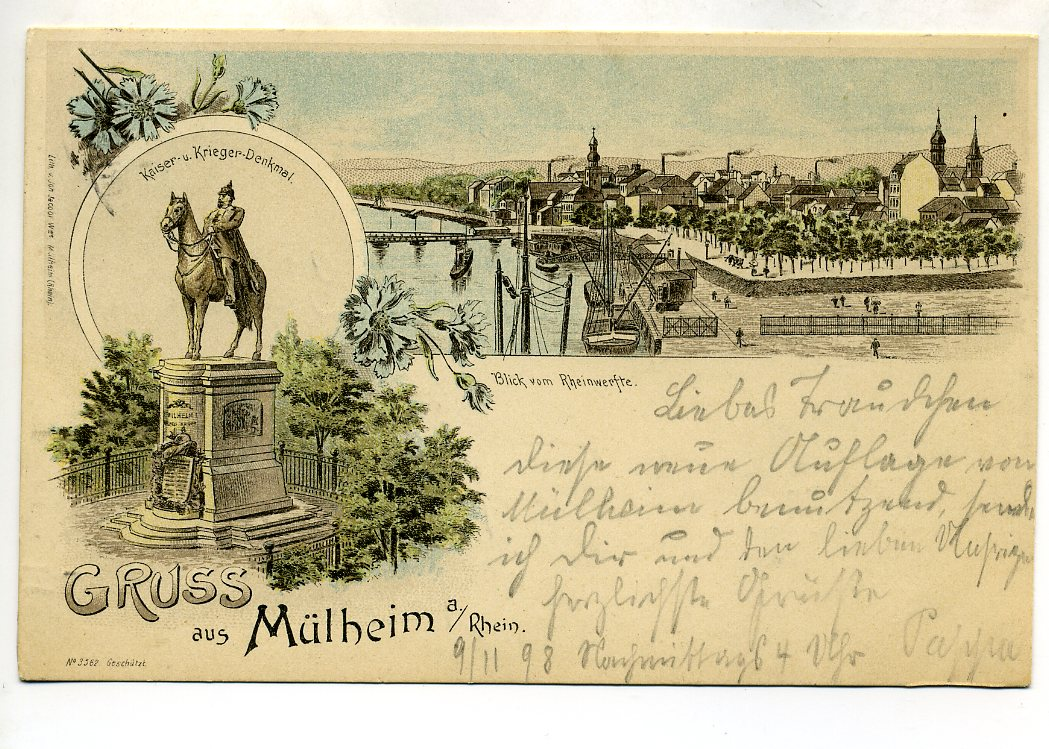
Litho Gruss aus Mülheim 1898 Wwe Jacobi

Mülheim grenzt im Osten an Höhenhaus und Buchheim, im Süden an Buchforst und Deutz, im Westen an den Rhein und im Norden an Stammheim.

## Geschichte
Der Name des heutigen Kölner Stadtteils entstammt den einst am Strunderbach existierenden Mühlen. Die Anfänge des Ortes gehen bis ins 9. Jahrhundert zurück. Politisch gehörte Mülheim seit dem Mittelalter zum Herzogtum Berg.
- Schreibweisen des Ortes zwischen dem 11. und 14. Jahrhundert sind Mulinheim oder Molenheym. Mülheim war damals unbedeutender als das benachbarte Buchheim, von dessen Pfarrei es bis zum Ende des 16. Jahrhunderts abhängig blieb. Vielfach wird auch heute noch das Jahr 1098 als Jahr der Ersterwähnung der 1914 nach Köln eingemeindeten Stadt Mülheim angenommen. Diese inzwischen widerlegte Annahme reicht bis in die Mitte des 19. Jahrhunderts zurück.[1] Der vermeintliche Erstbeleg „Mulenheim“ von 1098 für Mülheim am Rhein existiert jedoch als solcher gar nicht, sondern bezieht sich nur auf Ereignisse, die erst in Urkunden des Klosters St. Pantaleon von [1112/15] und 1139 berührt werden und nur grob mit der Regierungszeit des Erzbischofs Hermann III. (1089–1099) datiert werden können. Der Bezug auf das Kloster St. Pantaleon verweist zugleich aber auf das westlich von Köln gelegene Hermülheim, in dem das Kloster St. Pantaleon in späterer Zeit immer Besitzungen hatte, während sich in Mülheim am Rhein zu keiner Zeit Besitzungen des Klosters nachweisen lassen.[2] Die verlorene Urkunde von 1089/99 ist jetzt maßgeblich ediert bei E. Wisplinghoff.[3] Die ersten ganz sicher auf Mülheim am Rhein zu beziehenden Belege ergeben sich aus Urkunden vom 1. Oktober 1151 (Mulnehim), 11. August 1157 (Mulenheim) und aus dem Jahre 1166 (Mulenheim)[4] sowie aus einer im 15. Jh. angefertigten Kopie einer Urkunde des Jahres [1152] (Molenheym).[5]

- 1268 stieg Mülheims Bedeutung, weil es wegen seiner Hochuferlage Fährplatz des Klosters Altenberg wurde, was es bis 1700 blieb. Seit dieser Zeit bis zur französischen Besetzung 1795–1801 wurde Mülheim durch den Grafen von Berg als Vorposten gegen Köln genutzt. 1275 wurde der Ort mit Mauern befestigt. Adolf von Berg errichtete in Mülheim auch eine Münzstätte.
- 1308 schwerer Eisgang
- Am 7. März 1322 wurden Mülheim durch Adolf von Berg die Rechte einer Freiheit verliehen (heute noch unter dem Namen „Mülheimer Freiheit“ als Straßenzug vorhanden).
- Die beabsichtigte Konkurrenz der Grafen von Berg zur Stadt Köln wurde von den Kölnern argwöhnisch betrachtet. Die gegen Köln gerichteten Befestigungen, Wall und Graben wurden auf Kölner Veranlassung immer wieder geschleift, zuletzt 1641. Köln hat immer wieder versucht, den Ausbau Mülheims zur Stadt einzuschränken (Befestigungen Mülheims: 1255–1286, 1288–?, 1414–1417, 1588–1615,[6] 1637–1641).
- Die Konkurrenz zur Stadt Köln zeigt sich auch in der Hoffnung, dass der Rhein oberhalb der Stadt Köln bei Poll nach Mülheim durchbricht, dauerhaft sein Bett ändert und Köln von dieser Verkehrsader abschneidet. In diesem Sinne wehrten sich die Grafen von Berg lange Zeit gegen eine Befestigung des Poller Rheinufers mittels der Poller Köpfe.[7]

Plan Entfestigung Köln-Mülheim 1614. „Gantz Eigentliche Abbildung der newen vor dreyen Jahren angefangenen Statt Mülheim, darin nicht nur deroselben nunmehr abgeworffene Wall stras/sen, sondern auch all und iegliche neuwe heuser auffs fleissigst abgerissen“.

- 1656 macht Mülheim Köln Konkurrenz als Marktort. Es erhält das Recht, dreimal im Jahr Markt abzuhalten. 1688 und 1715 werden diese Sonderrechte nochmals bestätigt. Im Jahr 1785 erhielt Mülheim das Stadtrecht.
- Im 18. Jahrhundert gab es einen wirtschaftlichen Aufschwung. Das kleinere Mülheim nutzte dagegen Schwächen der größeren Konkurrentin. Seit 1609 gab es im Bergischen Land die freie Religionsausübung. 1610 errichteten Protestanten in Mülheim die erste evangelische Kirche. Mülheim lockte durch diese religiöse Toleranz wohlhabende protestantische Kaufleute an, die sich im streng katholischen Köln nicht ansiedeln durften (seit den religiösen Wirren von 1714). Zuerst kam die Seidenfabrik des Christoph Andreae (sen.) nach Mülheim. Auch half man rheinaufwärts fahrenden Händlern, das Kölner Stapelrecht zu umgehen, indem deren Schiffe ausgeladen wurden, um die Waren auf dem Landweg um Köln herum zu transportieren: Man vermied somit die Verpflichtung, alle Waren in Köln auszuladen und sie dort drei Tage zum Verkauf anzubieten.
- 1784 Das große Rheinhochwasser mit Eisgang im Februar zerstörte Mülheim fast völlig.
- Das katastrophale Hochwasser zerstörte 1784 auch die erste Synagoge der bis ins 19. Jahrhundert kleinen Mülheimer Judengemeinde. Seit 1864 umfasste diese dann auch die Orte Merheim, Bergisch Gladbach, Bensberg, Odenthal und Overath, 1929 traten die Mülheimer Juden der Kölner Gemeinde bei. Ein Neubau des jüdischen Gotteshauses entstand um 1788/89 und wurde 1938 im Zuge der nationalsozialistischen Novemberpogrome 1938 zerstört.[9]
- Am Anfang des 19. Jahrhunderts wurde im napoleonischen Satellitenstaat Großherzogtum Berg aus Mülheim eine Mairie (Bürgermeisterei) nach französischem Vorbild gebildet. Die Mairie Mülheim gehörte während dieser Zeit zum Kanton Mülheim im Arrondissement Mülheim im Département Rhein.[10]
- Nachdem das gesamte Bergische Land 1815 an das Königreich Preußen gefallen war, wurde aus der Mairie Mülheim die preußische Bürgermeisterei Mülheim. 1816 wird Mülheim Sitz des neu gebildeten Kreises Mülheim am Rhein in der Rheinprovinz und entwickelt sich in der Folge zur Industriestadt. Zur Bürgermeisterei Mülheim gehörte im Wesentlichen das Gebiet der heutigen Kölner Stadtteile Mülheim, Buchheim und Buchforst.[11][12]
- Während der Industrialisierung im 19. Jahrhundert ließen sich einige Unternehmen auf Mülheimer Gebiet nieder die überregionale Bekanntheit erreichen sollten, so 1851 die Bleiweißfabrik „Lindgens & Söhne“, 1872 die Schamottefabrik „Martin & Pagenstecher“, 1872 das Walzwerk „Böcking & Cie“ und 1874 die Drahtseilerei „Felten & Guilleaume“.
- 1843 passiert Heinrich Heine auf seiner Fahrt von Köln nach Hagen Mülheim, wie in Deutschland. Ein Wintermärchen, Caput VIII, beschrieben.
- 1845 Einweihung der Köln-Mindener Eisenbahn. Mülheim wird allmählich Eisenbahnknotenpunkt (1868 Bergisch-Märkische Eisenbahn, 1879 Rheinische Eisenbahn).
- 1856 erhielt Mülheim die Rheinische Städteordnung und wurde damit offiziell als „Stadt“ anerkannt.[13][14]
- 1888 ersetzte eine Schiffsbrücke den Fährbetrieb.
- 1901 bildete Mülheim einen eigenen Stadtkreis und schied aus dem Landkreis aus.
- 1914 Die Eingemeindung der Stadt Mülheim am Rhein nach Köln erfolgte gegen den Widerstand der Bevölkerung am 1. April (→ Geschichte der Stadt Köln).
- 1929 ersetzte die erste feste Mülheimer Hängebrücke die alte Schiffsbrücke.
- 1951 wurde die heutige Mülheimer Brücke eröffnet.

### Beschreibung der ‚Freiheit Mülheim‘ von 1729
Johann Wülfing: Beschreibung der vornehmen Handelsstädte und Flecken des Bergischen Landes (1729)
Mülheim
„Die Freiheit oder der Mark-Flecken Mülheim lieget in einer schönen, luftigen Ebene am Rhein vor der Reichsstadt Cöllen, ist in der Lage weitwendig mit prächtigen Häuseren erbauet und ist einer sehr feinen Stadt ähnlich. Allhier gibt es sehr viele vornehme Kauf- und Handelsleute, so mit Seiden in frembde Länder eine starke Handlung treiben, wie auch Frucht- und Weinhändler. Bürgermeister und Rat seind römisch-katholischer Religion, auch die mehreste Bürger jedoch haben die Evangelisch-Lutherische und Reformierte allhier ihre Kirchen und freies Exercitium Religionis (Religionsausübung). Die Evangelisch-Lutherische und Reformierte in der Stadt Cöllen müssen Sonn- und Feiertage über den Rhein fahren und halten allhier ihren Gottesdienst; sonsten haben die Römisch-Katholischen allhier eine schöne Kirche.“

### Einzelheiten zum Prozess der Eingemeindung nach Köln
Das enorme Raumbedürfnis der wachsenden Großstadt Köln im 19. Jahrhundert sorgte dafür, dass die Stadt zunehmend mit umliegenden Ortschaften Verhandlungen über eine Eingemeindung aufnahm. Aber ausgerechnet die Kontakte zu Mülheim scheiterten immer wieder, was auf andere rechtsrheinische Orte abfärbte. Deshalb überlegte sich der Kölner Stadtrat, wie er auf Mülheim erhöhten Druck ausüben konnte.
Eine erste Maßnahme war, Mülheim einzukesseln mit ehemals selbständigen, jetzt nach Köln eingemeindeten Stadtteilen. Der damalige Kölner Oberbürgermeister Wallraf verstärkte beispielsweise die Kontakte zum Merheimer Bürgermeister Bensberg. Anfangs hatte man in Mülheim gehofft, dass man sich mit Merheim gegen Köln zusammentun könnte. Aber Kölns Vorgehen war erfolgreicher. Am 29. Oktober 1912 kam zwischen Köln und Merheim ein Eingemeindungsvertrag zustande. Ein entscheidendes Lockmittel war dabei das Angebot, für die Bürger Merheims Steuergleichheit zu Köln zu gewährleisten. Es gab aber auch mehr ‚private‘ Angebote: so erhielt der Merheimer Bürgermeister Bensberg auf Lebenszeit 10.000 Mark als jährliche Zahlung garantiert – persönlich.
Damit war Mülheim weitgehend eingekreist. Neben dem Rhein im Westen lagen nun Merheim im Norden und Osten sowie Deutz und Kalk im Süden in Kölner Hand. Der damalige Mülheimer Oberbürgermeister Clostermann sah sich jetzt auch noch einem leichten Druck der Preußischen Staatsregierung gegenüber, die hier auch noch mitzureden hatte. Man empfahl ihm in Berlin, sich erneuten Verhandlungen mit Köln nicht entgegenzustellen. Der Regierungspräsident griff im März 1913 vermittelnd ein. Und so fand dann im Jahr 1913 in den politischen Kreisen Mülheims ein Stimmungsumschwung statt. Man spürte, dass man sich den kommenden Entwicklungen nicht entziehen konnte, und nutzte die Gunst der Stunde. Am 18. März 1913 kam es zu einem Eingemeindungsvertrag, dem die beiden Stadtverordnetenversammlungen am 27. März ohne Gegenstimme zustimmten.
Man erreichte in den weiteren Verhandlungen mit Köln nicht nur die Steuergleichheit, sondern auch – als deutlichstes Zeichen – die Errichtung einer großen Hängebrücke an Stelle der alten Schiffsbrücke. Daneben wurden vereinbart: Einrichtung einer eigenen örtlichen Verwaltungsstelle, Beibehaltung des Königlichen Amtsgerichts und des Gewerbegerichts, ein Ausbau der Werft und die Garantie, dass die Mülheimer Gottestracht weiter bestehen sollte.
Trotzdem gab es immer noch massive Proteste in der Mülheimer Bürgerschaft. Ein „Komitee zur Abwehr der Eingemeindung“ hatte 4.000 Unterschriften gesammelt und reichte im Preußischen Landtag eine Petition ein. Die entscheidende Abstimmung fand also gar nicht in Köln statt, sondern in Berlin. Am 10. Juni 1914 – 18 Tage vor dem Attentat von Sarajevo, das mit der Ermordung des österreich-ungarischen Thronfolgerehepaares den Ersten Weltkrieg einleitete – entschied eine breite Mehrheit in Berlin, dass Mülheim nunmehr ein Bestandteil Kölns sei. Damit war auch der letzte Widerstand gebrochen.

### Verkehrsgeschichte in Mülheim

#### Eisenbahn

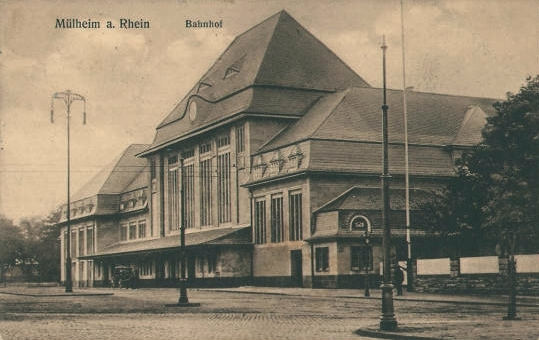
Empfangsgebäude des Bahnhofes Mülheim am Rhein (1910)

Für Mülheim begann das Eisenbahnzeitalter mit dem 15. Dezember 1845, als die Köln-Mindener Eisenbahn-Gesellschaft ihren Betrieb auf der Teilstrecke Deutz-Düsseldorf mit Bahnstation an der Frankfurter Straße in Betrieb nahm. Zunächst blieb der Verkehr auf dieser Strecke sehr gering, lediglich vier Personenzüge und ein Güterzug fuhren täglich von Deutz nach Minden und zurück. Erst nach dem Deutsch-Französischen Krieg 1870/71 begann ein Aufschwung im Eisenbahnverkehr, der sich dann fortwährend steigerte. Im Jahre 1914 wurde die Stadt Mülheim von sieben Eisenbahnlinien berührt:
Strecken mit Anschluss an die Bahnhöfe in Köln-Mülheim:
- Stammstrecke der Köln-Mindener Eisenbahn-Gesellschaft (CME) von (Köln-)Deutz über (Köln-)Mülheim nach Minden, erbaut 1843–1847.
- Bahnstrecke Köln-Mülheim–Gruiten der Bergisch-Märkischen Eisenbahn-Gesellschaft (BME), erbaut 1867–1868 von Gruiten bis (Köln-)Mülheim und 1872 weiter bis (Köln-)Deutz.
- Bahnstrecke Köln-Mülheim–Lindlar, erbaut 1868 bis Bergisch Gladbach, 1870 bis Bensberg (bis hier BME), 1890 bis Hoffnungsthal, 1891 bis Immekeppel und 1912 bis Lindlar (PSE).
- Bahnstrecke Mülheim-Speldorf–Troisdorf der Rheinischen Eisenbahn-Gesellschaft (RhE), erbaut 1874 von (Mülheim-)Speldorf über (Köln-)Mülheim nach Troisdorf und weiter über die Rechte Rheinstrecke nach Niederlahnstein, ab 1886 nur noch Güterverkehr.

Strecken, die das Stadtgebiet im Süden tangieren:
- Siegstrecke der Deutz-Gießener Eisenbahn (später CME), erbaut 1855–1859 von (Köln-)Deutz über Troisdorf und Siegen nach Gießen.
- Bahnstrecke Köln-Kalk–Overath der Preußischen Staatseisenbahnen (PSE) von (Köln-)Kalk über Rösrath und Hoffnungsthal nach Overath, eröffnet am 1. August 1910.

Plan Köln und Umgebung mit Mülheim 1899 Grevens Adressbuch-Verlag

Bahnhöfe in Mülheim Rhein um 1895 an der Buchheimer Straße

Die Bahnlinien der verschiedenen Eisenbahngesellschaften verliefen lange Zeit getrennt von denen der Rheinischen Eisenbahn zu den Endstellen Deutzerfeld, Deutz, Kalk – und zwar derart, dass große Teile des wirtschaftlich aufstrebenden Mülheimer Stadtgebietes voneinander getrennt wurden. Dies führte zu erheblichen Verkehrsstörungen und Gefährdungen, meist betroffen waren die Knotenpunkte der Bahn mit den Hauptverkehrsstraßen. Getrennte Bahnhöfe der Köln-Mindener und Bergischen Eisenbahngesellschaft lagen nebeneinander an der Buchheimer Straße (Höhe Wiener Platz), da beide Eisenbahngesellschaften ein eigenes Schienennetz hatten. Dies führte zu zwei Jahrzehnte langen Überlegungen, die dringend erforderliche Umlegung der Bahnhöfe durchzuführen, um den Schienenverkehr in einem neuen Bahnhof auszugliedern. Die Bauarbeiten begannen 1903, am 1. Juli 1909 konnte der neue Bahnhof an der heutigen Stelle eröffnet und der gesamte Güter- und Personenverkehr über die neu erbaute Strecke verlegt werden.
Am 30. März 1910 ereignete sich im Bahnhof von Köln-Mülheim ein schwerer Eisenbahnunfall: 22 Menschen starben, 56 wurden darüber hinaus verletzt.

#### Straßenbahn

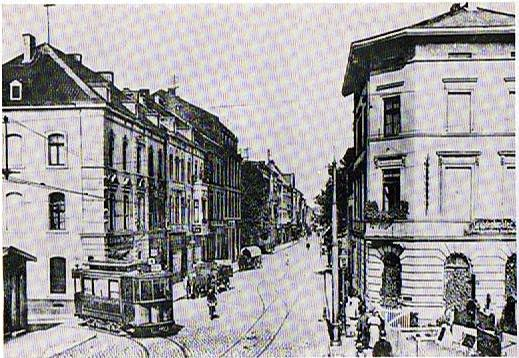
Elektrische Straßenbahn der Linie Mülheim-Ehrenfeld an der Buchheimer Straße um 1910. Quelle: Die Handelskammer für den Kreis Mülheim am Rhein (1871–1914) Heinz Hermanns.

Am 28. April 1877 wurde zwischen den damals noch nicht nach Köln eingemeindeten Orten Deutz und Kalk die erste Pferdebahnverbindung eröffnet. Die ab dem Jahre 1880 betriebene Pferdebahn zwischen Mülheim und Deutz beförderte 1885 noch 390.831 und 1900 bereits 815.726 Personen zum Fahrpreis von zunächst 25 Pfg. wurde aber – nachdem die Lokaldampfschifffahrt Mülheim-Köln im Jahre 1895 ihren Tarif ermäßigte – zum 1. Januar 1896 auf 15 Pfg. heruntergesetzt.
Zum 1. April 1900 wurde der Betrieb der Kölner Pferdebahnen von der Stadt Köln übernommen. Von diesem Zeitpunkt wurde die Umstellung auf die Elektrische zügig vorangetrieben und im wesentlich bis 1903 abgeschlossen sowie das Straßenbahnnetz in den Folgejahren systematisch ausgebaut.
Gegen Ende des 19. Jahrhunderts war bereits in Mülheim ein Konsortium zum Bau und Betrieb der Mülheimer Straßenbahnen gegründet worden. Geplant war ein weiträumiges Netz, welches auch zahlreiche Orte im Einzugsgebiet Mülheims einschließen sollte. Damit kam man in Konflikt mit der Stadt Köln, welche ebenfalls ein, von Deutz ausgehendes, Vorortbahnnetz plante. Dieser Konflikt zwischen den Bahnen der Stadt Köln und den Mülheimer Kleinbahnen sollte sich noch fast 20 Jahre nach der Eingemeindung Mülheims hinziehen.
Zunächst jedoch gab es auch noch andere Probleme zu lösen. Ein Problem waren die schwierigen Eisenbahnverhältnisse. Die ebenerdig angelegten Eisenbahnstrecken durften von mit Fahrgästen besetzten Straßenbahnfahrzeugen nicht überquert werden. Daher musste mit vielen Baumaßnahmen bis zum Neubau des Mülheimer Bahnhofs und seiner Zulaufstrecken gewartet werden.
Ein anderes Problem waren die Rechte der Pferdebahn. Laut der Konzession von 1879 war Mülheim noch bis 1904 an die Pferdebahngesellschaft gebunden. Diese Rechte waren auf Grund des Abfindungsvertrages an die Stadt Köln bis zum 30. April 1904 an die Stadt Köln übergegangen. Dies führte zunächst zu dem Kuriosum, dass die elektrische Kölner Straßenbahn für ein Jahr an der Stadtgrenze Mülheims endete und in die Pferdebahn umgestiegen werden musste.
Im Herbst 1903 wurde auf der alten Strecke der Pferdebahn, von Mülheim nach Deutz, der elektrische Betrieb der Mülheimer Straßenbahngesellschaft eröffnet. Die alten Rechte der Strecke der Pferdebahn lagen aber noch bei der Stadt Köln, sodass für ein halbes Jahr der Betrieb mit Kölner Fahrzeugen durchgeführt wurde. Von diesem Zeitpunkt an übernahm die Mülheimer Kleinbahn den Betrieb dieser Strecke. Jedoch wurde keine Einigung mit der Kölner Bahn über einen durchgehenden Betrieb erzielt. Das hatte zur Folge, dass die Fahrt nach Köln nur durch lästiges Umsteigen in Deutz möglich war.
In und um Mülheim begannen unmittelbar nach Ablauf der Pferdebahnkonzession umfangreiche Baumaßnahmen zur Schaffung eines eigenen Straßenbahnnetzes. Dem standen jedoch die Streitigkeiten mit der Kölner Straßenbahn gegenüber. Schließlich einigte man sich darauf, mit Wirkung vom 1. Januar 1910, die Linien Deutzer-, Freiheit-, Dünnwalder-, Berliner Straße und Danzier, Damm-, Gladbacher Straße, auf die Dauer von 10 Jahren, gegen bestimmte Bedingungen der Stadt Köln zu überlassen.
Somit betrieben die Mülheimer Kleinbahnen ein knappes Jahrzehnt nach ihrer Gründung zwei Linien. Die eine führte von Höhenberg – wo Anschluss an die Kölner Linie nach Bensberg bestand – auf der Frankfurter Straße über Mülheim nach Dünnwald, die andere über Wiesdorf nach Opladen. Alle anderen Straßenbahnlinien auf Mülheimer Gebiet wurden von den Kölner Straßenbahnen betrieben. Die Linie nach Dünnwald wurde 1928 bis Schlebusch verlängert.
Im Jahre 1913 bestanden im Kreis Mülheim am Rhein neun Straßenbahnstrecken, die entweder in Köln oder Mülheim ihren Ausgang nahmen.
- Mülheim–Opladen, eröffnet 1910.
- Mülheim–Dünnwald, eröffnet 1908.
- Mülheim–Buchheim–Höhenberg, eröffnet 1909
- Köln–Mülheim über Deutz, eröffnet 1903
- Köln–Königsforst über Rath-Heumar, eröffnet 1904.
- Köln–Bergisch Gladbach über Buchheim–Holweide, eröffnet 1906.
- Mülheim–Holweide, eröffnet 1906.
- Köln–Porz über Poll, eröffnet 1909.
- Köln–Bensberg über Brück, eröffnet (1906) 1913.

Die ersten drei Strecken befanden sich im Eigentum der Mülheimer Gesellschaft, für die übrigen Linien war die Stadt Köln Betreiber.
Nach der Eingemeindung Mülheims 1914 änderte sich daran wenig, da die Konzession der Mülheimer Kleinbahn noch bis 1927 Bestand hatte. Die Übernahme durch die Kölner Bahnen fand jedoch erst im August 1933 statt, da sich die Mülheimer Kleinbahnen einige Jahre mit juristischen Mitteln gegen diese Übernahme wehrten.
Im Anschluss an die Übernahme wurden die Strecken nach Opladen und Schlebusch in das Kölner Vorortbahnnetz einbezogen und begannen ihren Linienweg in der Kölner Innenstadt. Die Strecke von Mülheim auf der Frankfurter Straße nach Höhenberg wurde bereits 1934 zugunsten einer Busbedienung stillgelegt.
Für die weitere Entwicklung siehe den Artikel zur Stadtbahn Köln.

#### Schiff

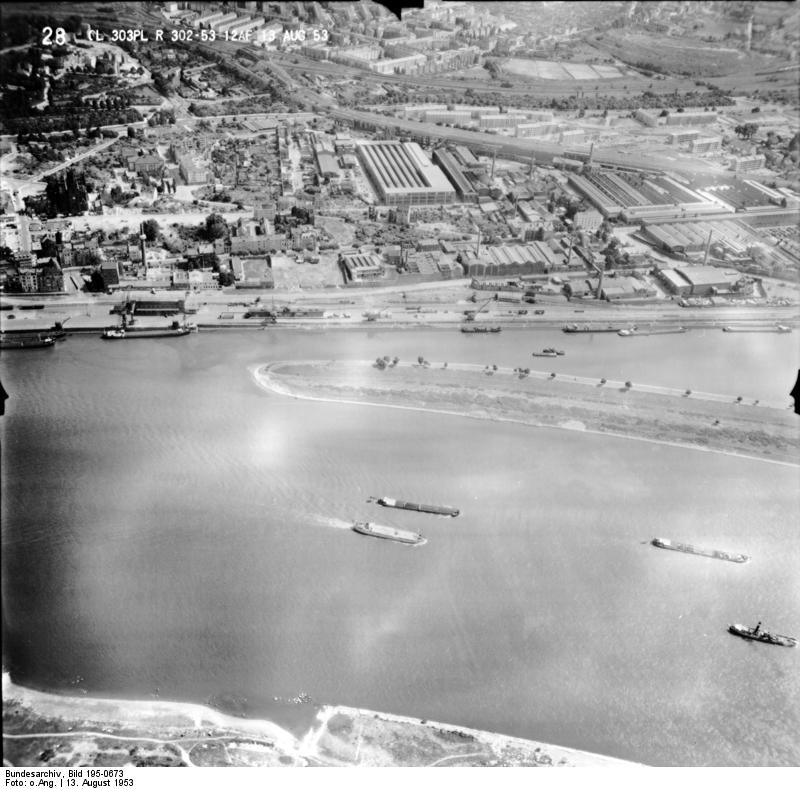
Einfahrt des Mülheimer Hafens 1953

Der Mülheimer Sicherheitshafen entstand zwischen 1892 und 1898 in Höhe des Stromkilometers 691.

### Mühlen an der Strunde
In Mülheim gab es bis in die 1910er Jahre an der Strunde, die damals hier noch floss, mehrere Mühlen: die Markermühle (bis 1912), die Lohmühle und die Dominikusmühle (bis 1910).

## Bevölkerungsstatistik
Struktur der Bevölkerung von Köln-Mülheim (2021):
- Durchschnittsalter der Bevölkerung: 39,7 Jahre (Kölner Durchschnitt: 41,4 Jahre)
- Ausländeranteil: 32,5 % (Kölner Durchschnitt: 19,3 %)
- Arbeitslosenquote: 14,7 % (Kölner Durchschnitt: 8,6 %)

## Sehenswürdigkeiten
(vergleiche auch Liste der Baudenkmäler im Kölner Stadtteil Mülheim)

### Sakralbauten

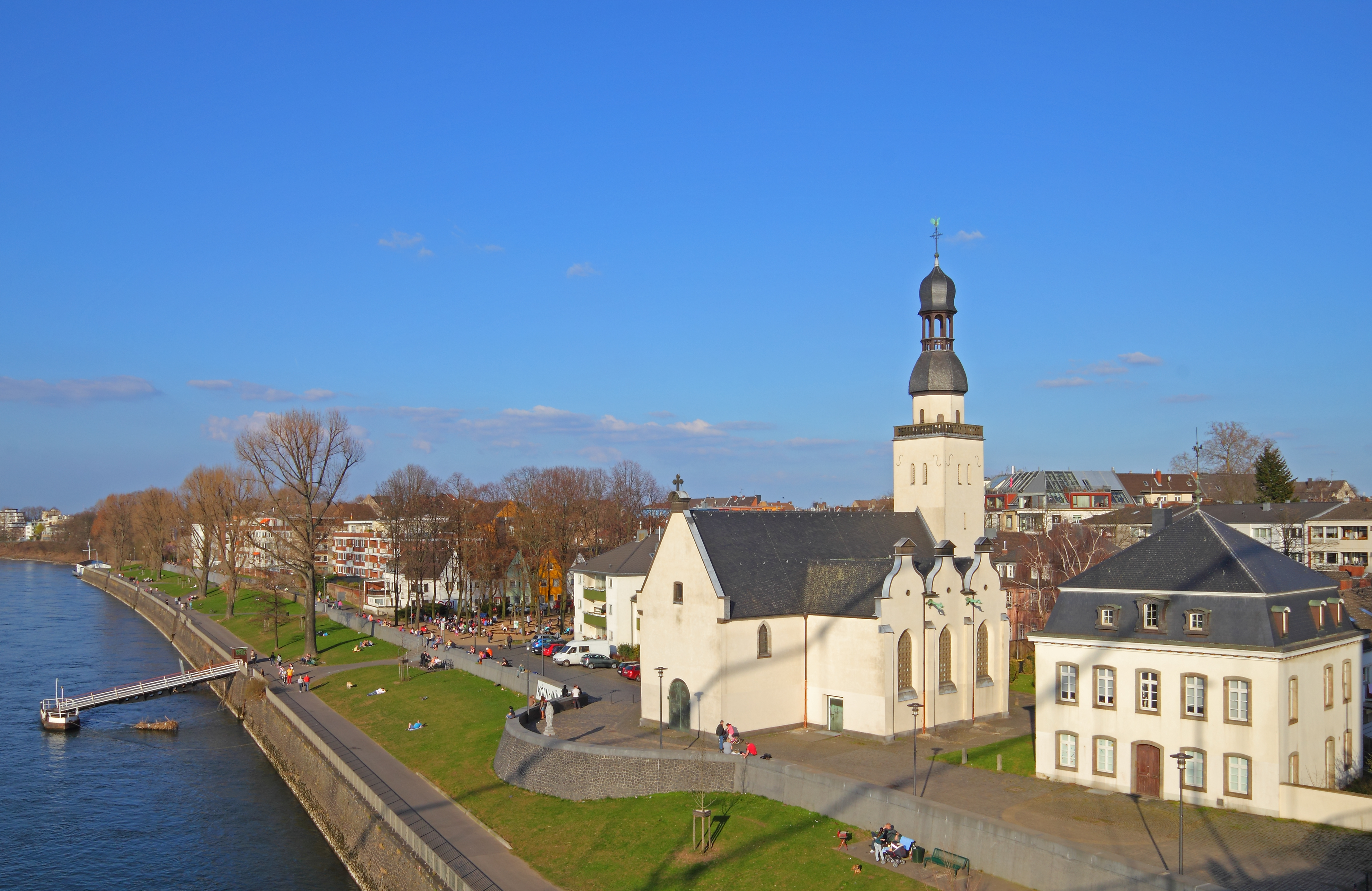
St. Clemens und Pohlsches Haus

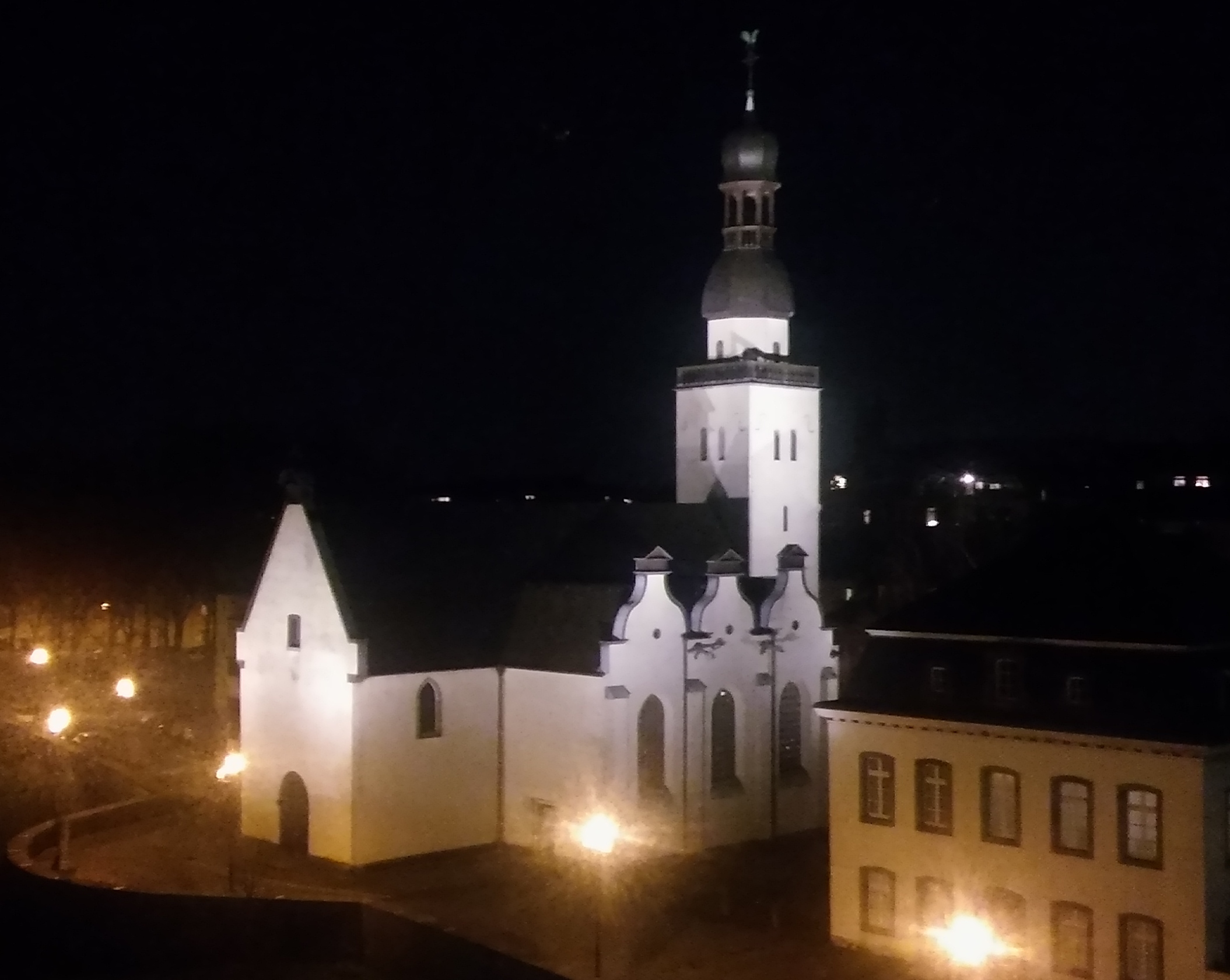
Sankt Clemens bei Nacht

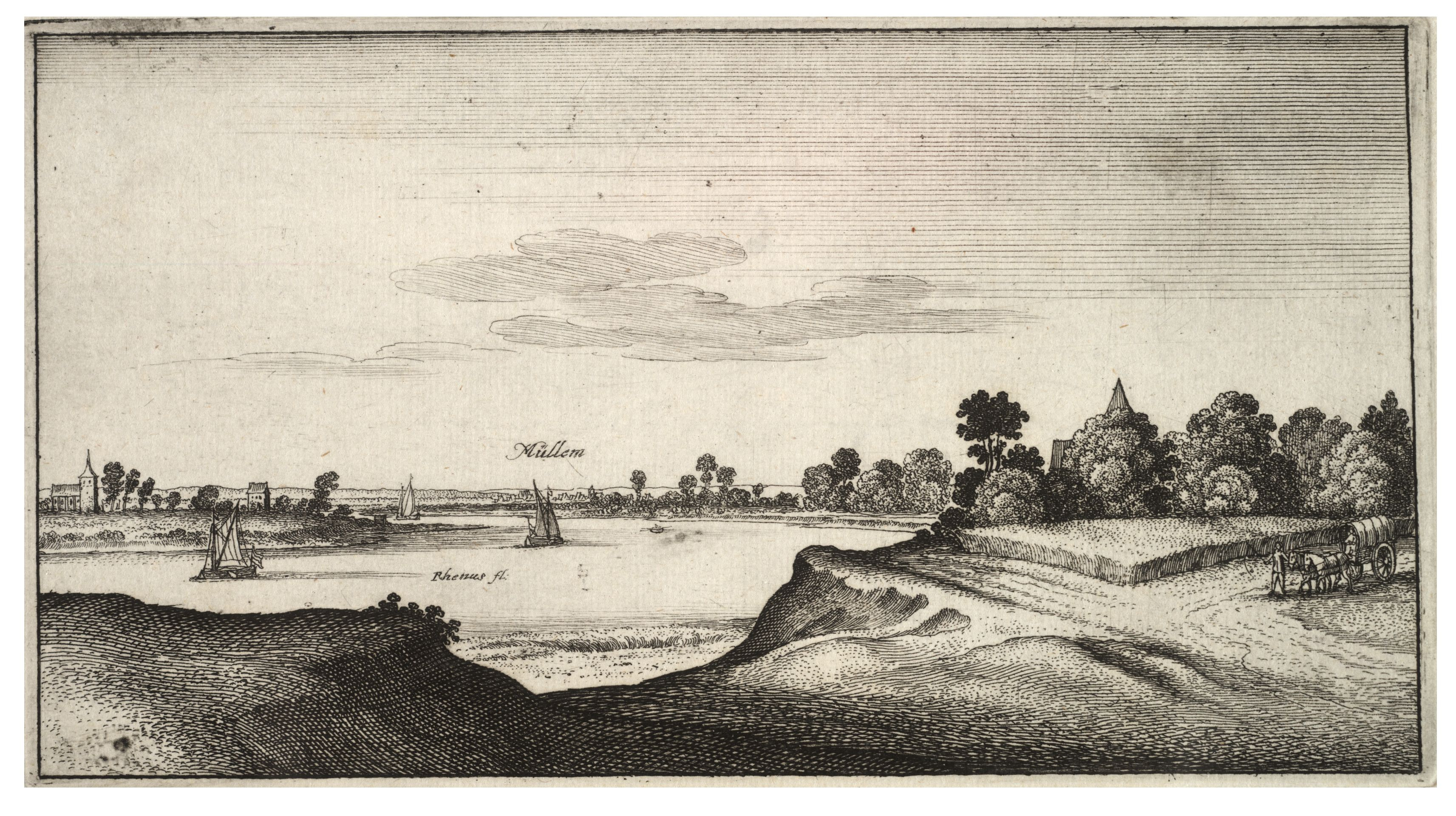
Mülheim um 1630 mit der romanischen Clemenskirche (Wenzel Hollar)

#### St. Clemens
Die frühere Schifferkirche St. Clemens ist die bekannteste Kirche Mülheims. Sie wurde auf Grund ihrer Lage direkt am Rhein über einer hohen Aufmauerung errichtet. Archäologische Untersuchungen haben ergeben, dass es hier bereits im 12. Jahrhundert eine einschiffige dreiachsige Kapelle, also eine romanische Saalkirche, gegeben hatte. Die bewegte Baugeschichte hat dazu geführt, dass der Grundriss unregelmäßig ist. Es existieren kaum korrekte Achsenverhältnisse und rechte Winkel. Die Clemenskirche ist Ausgangs- und Endpunkt der „Mülheimer Gottestracht“.
In den Jahren 1692 und 1720 – so viel zumindest ist dokumentarisch belegt – wurde die Kirche phasenweise erweitert zu einem dreischiffigen Putzbau mit vierachsigem Mittelschiff und dreiachsigen Seitenschiffen. Der Ostabschluss wurde gebildet durch drei in gleicher Flucht liegende dreiseitige Apsiden. Hinter der Hauptapsis erhebt sich noch heute der quadratische Chorturm. Dieser Ostturm zeigt über der quadratischen Grundform einer Balustrade, ein Achteckgeschoss, darauf aufsitzend eine welsche Haube mit abschließender Laterne. Dieser Formenkanon war nicht neu. Bereits der Turm von St. Mariä Himmelfahrt in der Innenstadt von Köln in der Marzellenstraße hatte diesen Aufbau und später noch die Klosterkirche St. Maria vom Frieden in der Schnurgasse. 1864 wurde St. Clemens kirchenrechtlich zur Nebenkirche der Liebfrauengemeinde.
Die Kirche wurde im Zweiten Weltkrieg schwer mitgenommen. Bei ihrer Wiederherstellung verzichtete man auf eine Westvorhalle und auf Maßwerkfenster. Das ehemalige Steingewölbe wurde von 1952 bis 1960 durch Joachim Schürmann durch eine hölzerne Flachdecke ersetzt. „Da man erst 1939 bei Renovierungsarbeiten in der barocken Kirchenanlage einen romanischen Kern entdeckt hatte, folgte der Architekt bei der Wiederherstellung dem Prinzip einer ‚Romanisierung im Geiste der Moderne‘, d. h. er versuchte, mit den verbliebenen Gebäudeteilen ein an die Romanik erinnerndes Erscheinungsbild der Kirche herzustellen, ohne dabei originale Teile zu restaurieren.“
Das heutige „Irische Portal“ aus dem Jahr 1960 stammt ebenfalls von Joachim Schürmann. Auf seiner Innenseite befinden sich Szenen aus dem Leben des hl. Clemens. Das Altarkreuz im Innenraum der Kirche hat Werner Schürmann, der Bruder des Nachkriegs-Baumeisters geschaffen. Damit war der Beitrag dieser Familie aber noch nicht vollendet. Das Tabernakel und die Fenster der Clemenskirche stammen von Gerda Schürmann-Frömel.
Gegenüber dem Hauptportal steht seit 1992 die neugeschaffene Statue des hl. Nepomuk (Schutzheiliger der Brücken) auf der Rheinmauer. Sie wurde geschaffen von dem Dürener Bildhauer Michael Pohlmann und ist eine Kopie eines 300-jährigen, mittlerweile sehr verwitterten Originals. Die Statue aus Belgisch Granit wiegt 800 kg. Während des Deichneubaus 2007/2008 wurde sie gründlich restauriert, imprägniert und mit einer Schutzschicht gegen Graffiti überzogen. Am 22. August 2008 wurde sie feierlich enthüllt. Seit Dezember 2015 wird die Kirche nachts angestrahlt.
Seit 2014 verfügt die Kirche über eine wertvolle historische Orgel, ein Spiegelkabinett von Hess, Gouda aus der Zeit um 1775, das 2020 umgehend restauriert wurde.

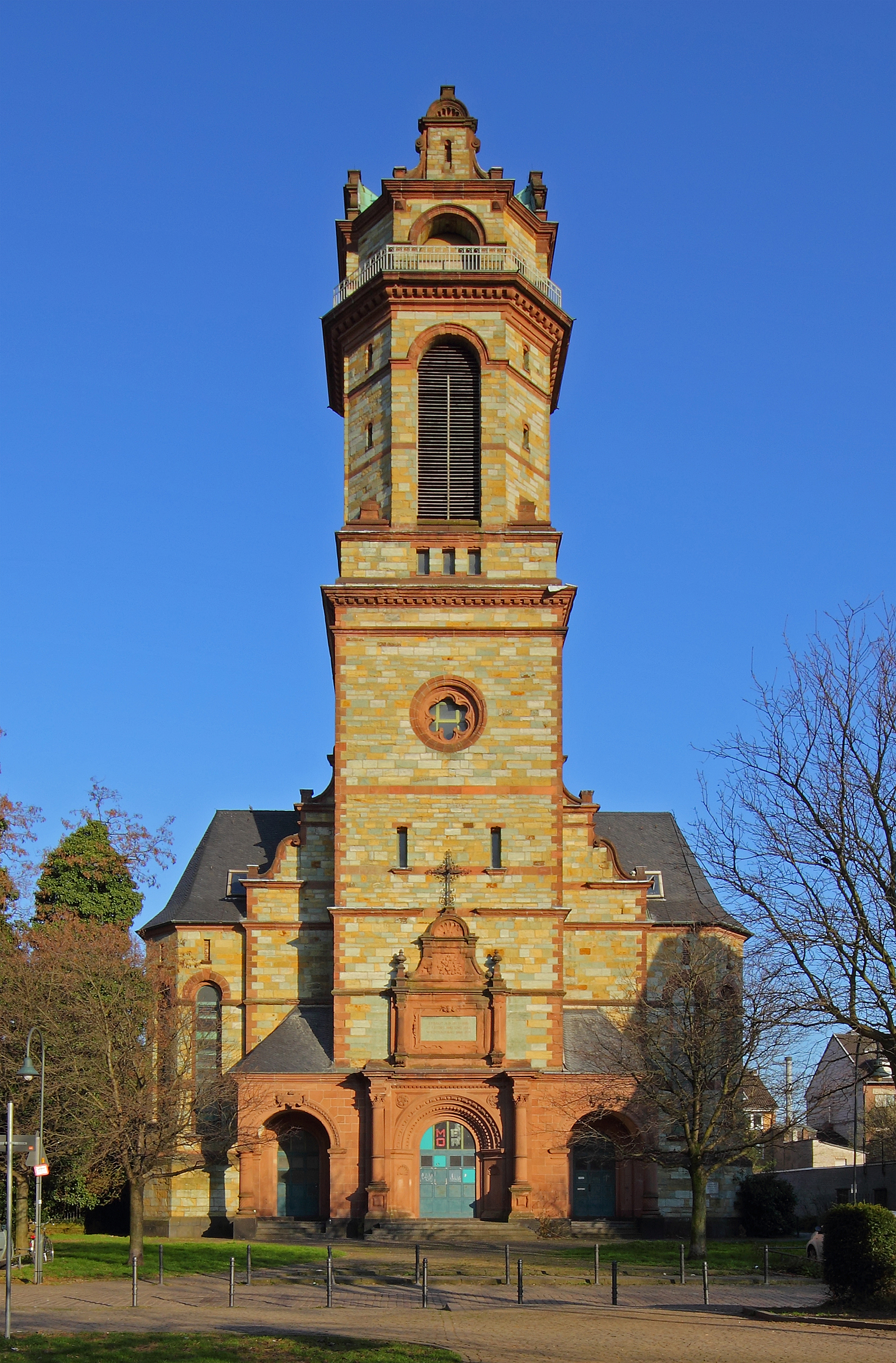
Turm und erstes Joch der ehemaligen Lutherkirche Mülheim

#### Lutherkirche (Luther-Notkirche)

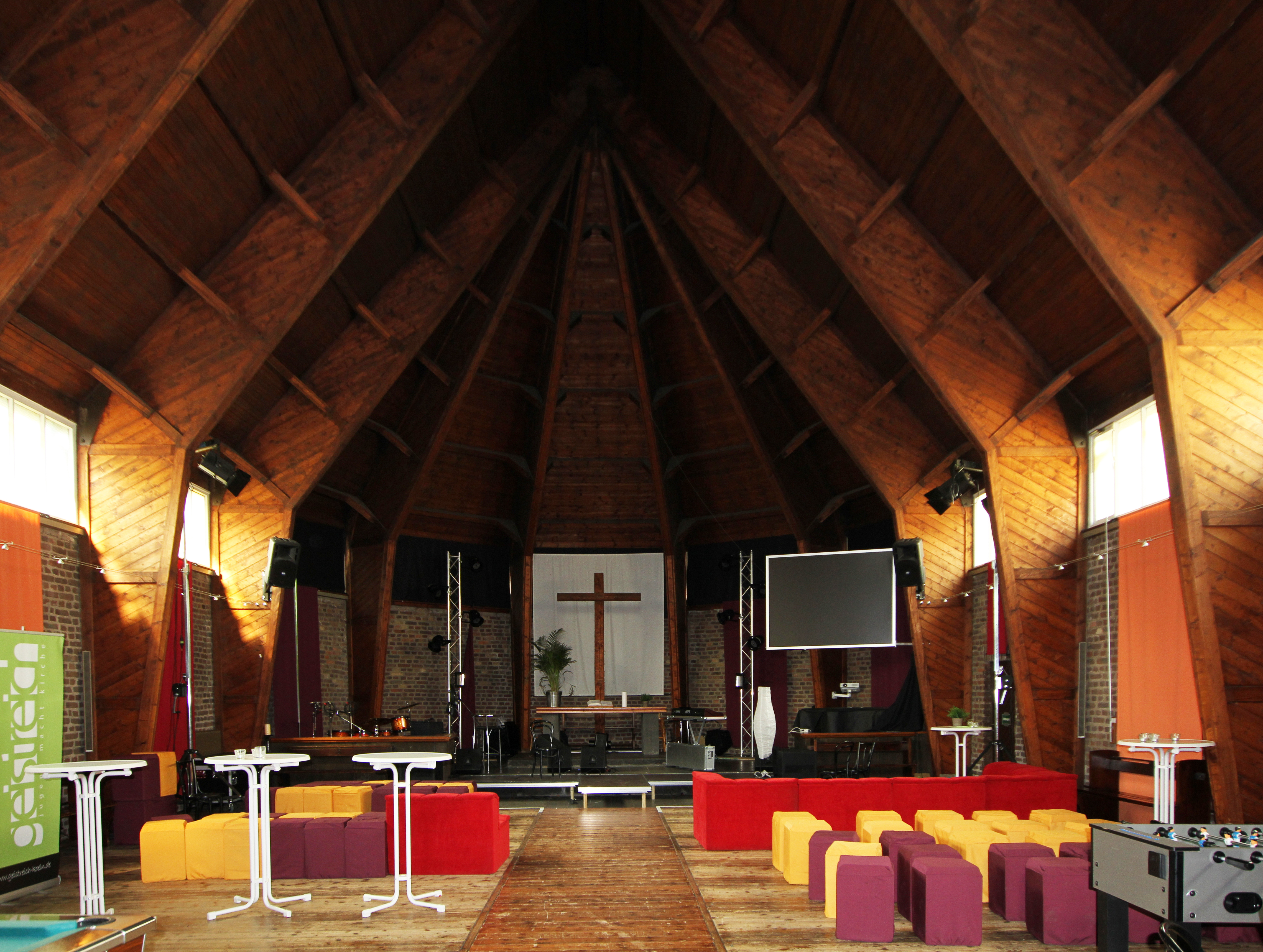
Luther-Notkirche

Als Zentralkirche der Evangelischen Kirchengemeinde Mülheim am Rhein wurde 1893–1895 nach Plänen des Kölner Architekturbüros Schreiterer & Below die Lutherkirche an der Regentenstraße als Hallenkirche mit Emporen und einer Fassade in hellen Werkstein-Quadern mit horizontalen Gliederungsbändern aus rotem Sandstein errichtet. Im Zweiten Weltkrieg (1942 und 1944) wurde die Kirche weitgehend zerstört, nur der Turm und seine Flankenbauten des ersten Jochs sowie der dreitorige Eingangsvorbau aus Sandstein blieben als Ruine übrig. Sie wurden zwischen 1968 und 1978 in etwas schlichterer und verkürzter Form instand gesetzt und stehen heute unter Denkmalschutz. Aus den Trümmersteinen wurde die Luther-Notkirche auf dem rückwärtigen Grundstücksteil an der Adamsstraße erbaut, eine sogenannte Bartning-Notkirche nach einem Typenentwurf des Architekten Otto Bartning. Sie konnte bereits 1949 eingeweiht werden. Mit der im Innenraum sichtbaren freitragenden Holzkonstruktion erinnert der Bau an ein umgedrehtes Schiff. Die Luther-Notkirche beherbergt heute die übergemeindliche Jugendkirche „geistreich – jugend macht kirche“, die dort Gottesdienste, Workshops und Konzerte für Jugendliche und junge Erwachsene anbietet. Sie bietet vielen Jugendlichen die Chance, selber aktiv Kirche mitzugestalten. Der Kirchturm der ehemaligen Lutherkirche bildet mittlerweile den Eingang eines von der Kirchengemeinde erbauten Mehrfamilienhauses mit 17 Wohnungen und vier Gewerbeeinheiten, welches im April 2020 eingeweiht wurde.

#### Friedenskirche

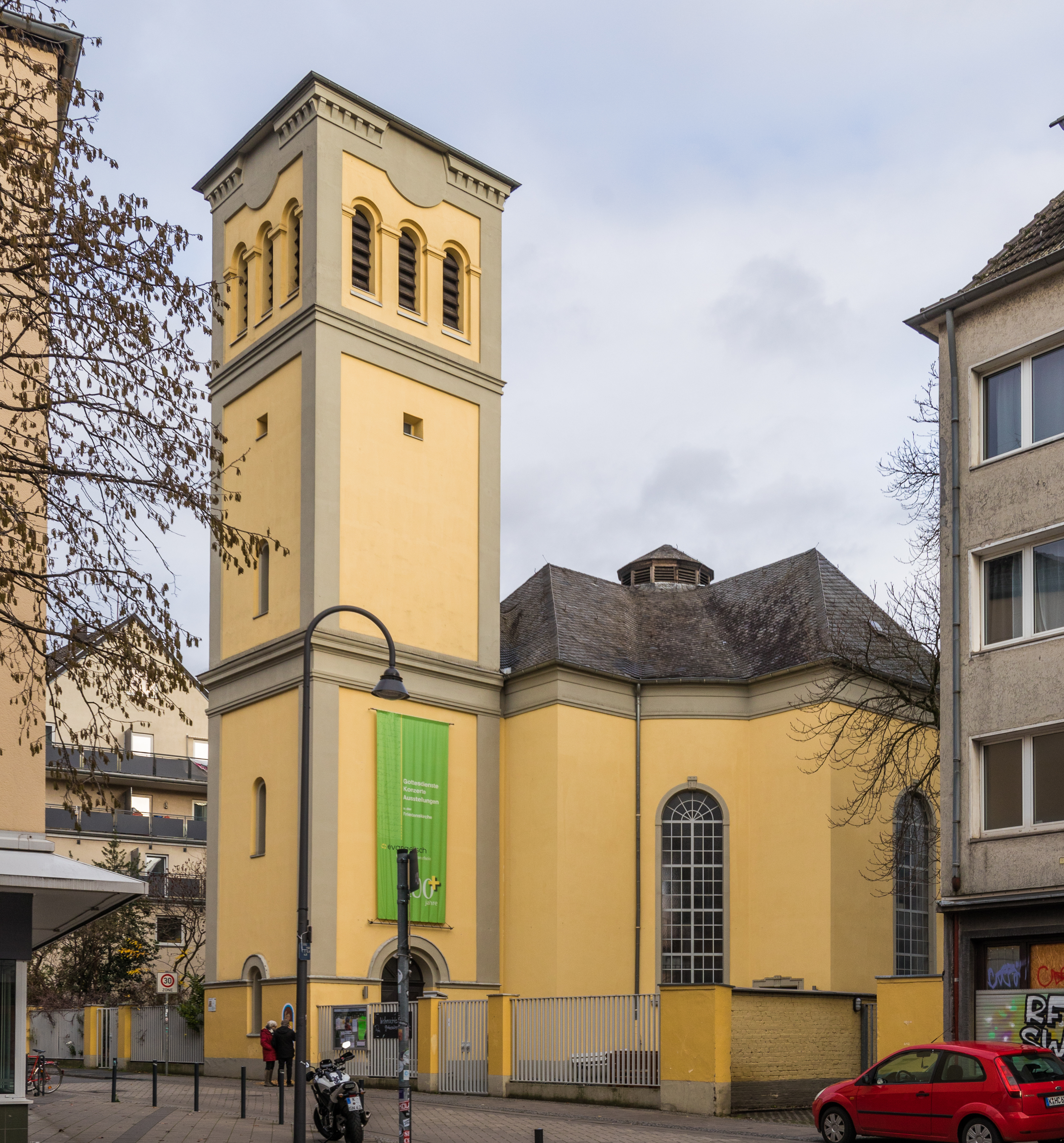
Friedenskirche

1655 wurde von der lutherischen Gemeinde die erste Kirche in Mülheim erbaut. Sie wurde 1784 durch Eisgang zerstört. Nur der Kirchturm blieb erhalten, wurde dann aber abgebrochen. Seine barocke Schweifhaube wurde an die evangelische Gemeinde in Monschau verkauft. Von 1784 bis 1786 wurde durch Wilhelm Hellwig ein schlichter Zentralbau errichtet, eine Durchdringung von Kreuzform und Kreis. 1845–1848 wurde ein dreigeschossiger Westturm nach Entwurf von Ernst Friedrich Zwirner hinzugefügt. 1935 wurde die Kirche neobarock überarbeitet. Nach der Zusammenlegung der Lutherischen und der Reformierten Gemeinde erhielt die Kirche den Namen Friedenskirche. Im Zweiten Weltkrieg wurde der Bau stark beschädigt. Danach wurde versucht, zumindest den Außenbau auf den Zustand von 1935 zu bringen. Ende der 1990er Jahre wurde der Innenraum neu gestaltet. Heute ist sie die Hauptkirche der evangelischen Kirchengemeinde Mülheim am Rhein.

#### Herz-Jesu-Kirche

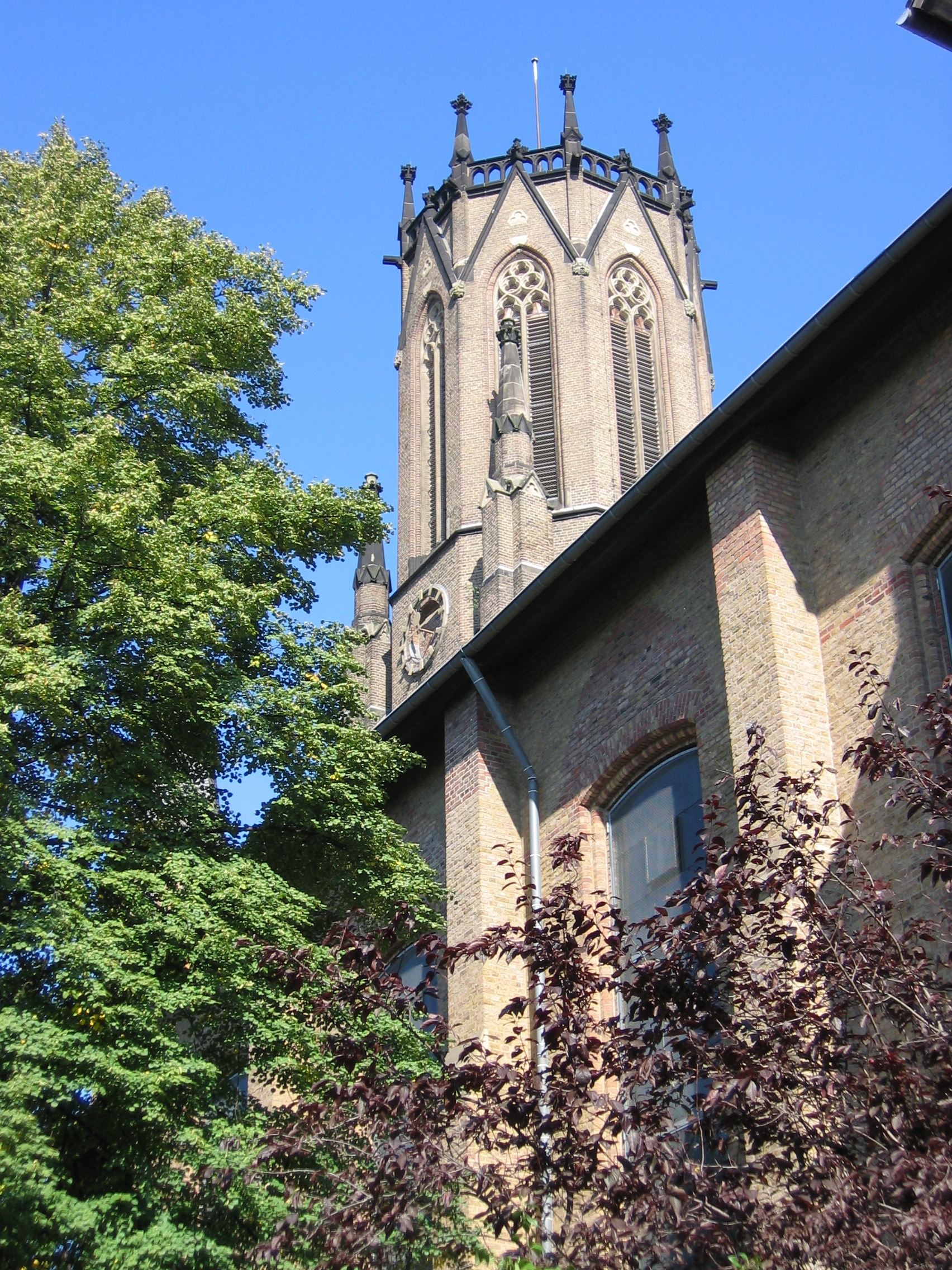
Herz-Jesu-Kirche

Die Herz-Jesu-Kirche wurde 1893–1900 nach einem Entwurf des Architekten Julius Busch als neugotische dreischiffige Hallenkirche mit Querhaus, polygonaler Ostapsis und Westturm mit hohem Helm errichtet. Durch Kriegseinwirkung wurden die Gewölbe, der Turmhelm und die Sakristei zerstört. Einige Ausstattungsstücke sind erhalten, so der vom Mülheimer Bildhauer Ferdinand Hachenberg geschaffene Altar.
Nach Plänen des Architekten Otto Bongartz wurde die Herz-Jesu-Kirche 1954–1956 wiederaufgebaut, dabei allerdings in vielerlei Hinsicht vereinfacht (u. a. ohne Gewölbedecken und unter Verzicht auf den hohen Turmhelm). Der unversehrt erhaltene Hochaltar wie die ganze originale Ausstattung der Ostapsis fielen der Umgestaltung zum Opfer. Für den Wiederaufbau wurde eine Marienstatue des 17. Jahrhunderts aus Österreich angekauft; eine gegenüber aufgestellte Christusfigur, die Jesus als Schmerzensmann zeigt, entstand um 1520 in der Schweiz.
Das ursprüngliche Geläut aus dem Jahr 1897 umfasste vier Bronze-Glocken. Nach ihrer Ablieferung zu Rüstungszwecken während des Ersten Weltkriegs wurden sie 1925 durch ein drei Glocken umfassendes Geläut ersetzt. Die heute vorhandenen Glocken wurden 1967 geweiht: d’: Voco mortuos in memoriam (‚Ich rufe die Toten ins Gedächtnis‘), f’: Gaudete (‚Freuet euch!‘) und b’: Exultate (‚Jauchzet!‘).

##### Orgel
Die Orgel stammt aus der Werkstatt Seifert. Das 1958 gebaute Instrument mit einem Freipfeifenprospekt auf 16’-Basis basiert auf elektrischen Taschenladen. Die 42 Register werden von einem beweglichen Spieltisch aus angesteuert. Die Orgel wurde 2014 durch die Orgelbauwerkstatt Romanus Seifert in Kevelaer technisch und klanglich renoviert.
| I Hauptwerk C–g3 |                 |       |
| 1.               | Bourdun         | 16′   |
| 2.               | Principal       | 8′    |
| 3.               | Weidenpfeife    | 8′    |
| 4.               | Gedackt         | 8′    |
| 5.               | Octav           | 4′    |
| 6.               | Blockflöte      | 4′    |
| 7.               | Quinte          | 2/3′  |
| 8.               | Spitzflöte      | 2′    |
| 9.               | Terz            | 13/5′ |
| 10.              | Mixtur 5–7 fach |       |
| 11.              | Trompete        | 8′    |

| II Kronpositiv C–g3 |               |      |
| 12.                 | Rohrflöte     | 8′   |
| 13.                 | Quintatön     | 8′   |
| 14.                 | Praestant     | 4′   |
| 15.                 | Gemshorn      | 2′   |
| 16.                 | Larigot       | 1/3′ |
| 17.                 | Scharff 4fach |      |
| 18.                 | Musette       | 8′   |
|                     | Tremolo       |      |

| III Schwellwerk C–g3 |                         |     |
| 19.                  | Italienischer Principal | 8′  |
| 20.                  | Offenflöte              | 8′  |
| 21.                  | Gambe                   | 8′  |
| 22.                  | Vox angelika            | 8′  |
| 23.                  | Principal               | 4′  |
| 24.                  | Nachthorn               | 4′  |
| 25.                  | Schwiegel               | 2′  |
| 26.                  | Oktavin                 | 1′  |
| 27.                  | Zimbel 4 fach           |     |
| 28.                  | Mixtur 4–6 fach         |     |
| 29.                  | Dulzian                 | 16′ |
| 30.                  | Schalmey                | 8′  |
| 31.                  | Trompete                | 4′  |
|                      | Tremolo                 |     |

| Pedal C–g1 |                  |      |
| 32.        | Principal        | 16′  |
| 33.        | Subbass          | 16′  |
| 34.        | Gedacktbass      | 16′  |
| 35.        | Octavbass        | 8′   |
| 36.        | Flötbass         | 8′   |
| 37.        | Choralbass       | 4′   |
| 38.        | Rohrtraverse     | 2′   |
| 39.        | Rauschbass 4fach | 2/3′ |
| 40.        | Posaunenregal    | 32′  |
| 41.        | Posaune          | 16′  |
| 42.        | Basstrompete     | 8′   |

- Koppeln: II an I, III an I, Sub II an I, Sub III an I; Sub III an II, III an II; I an Ped, II an Ped, III an Ped

#### Liebfrauenkirche

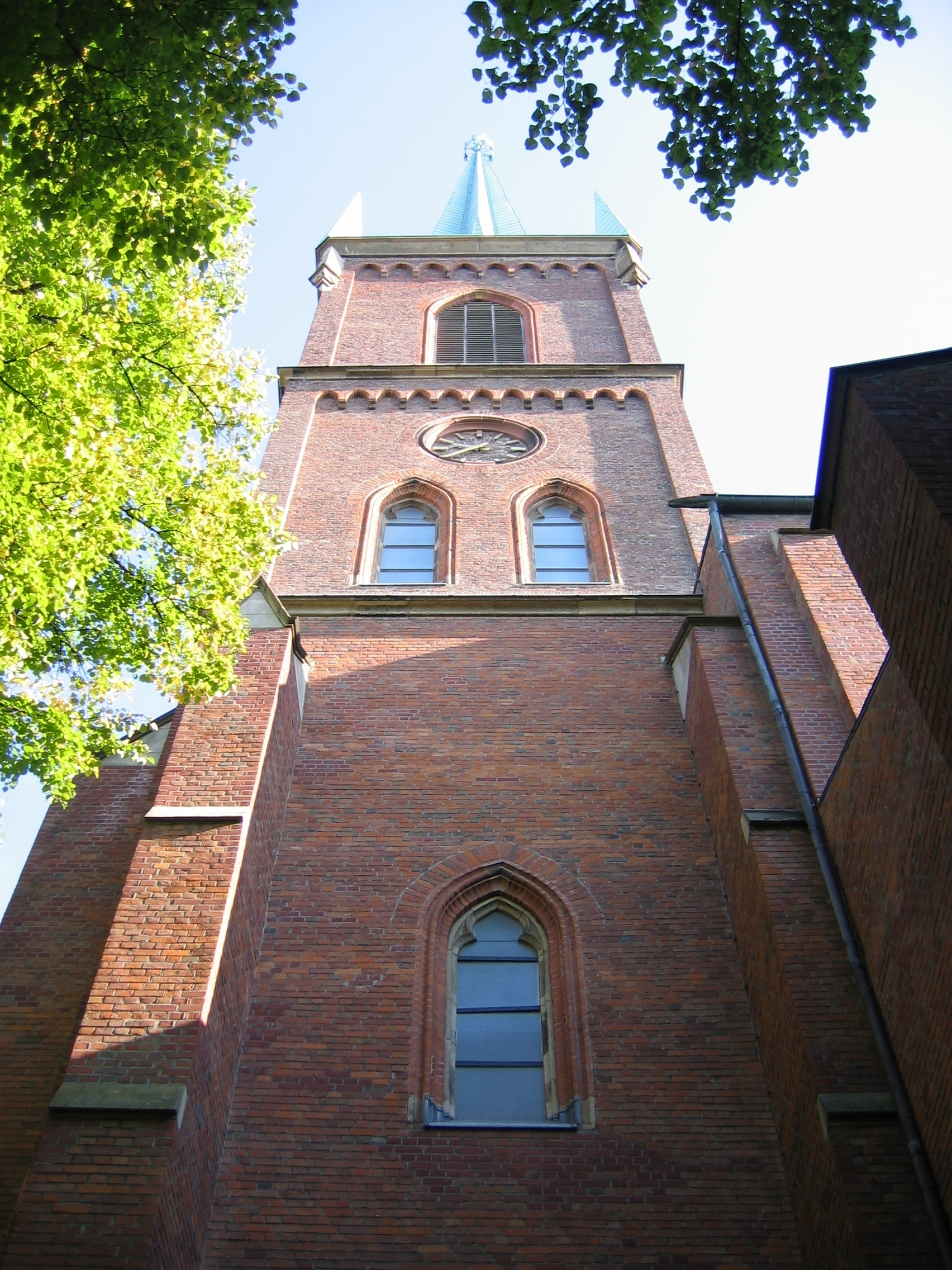
Liebfrauenkirche

Die Liebfrauenkirche wurde 1857–1864 nach Plänen des Kölner Dombaumeisters Ernst Friedrich Zwirner als dreischiffiger neugotischer Backsteinbau mit vorgesetztem Westturm errichtet und 1865 durch Weihbischof Johann Anton Friedrich Baudri konsekriert. Die Kirche wurde im Krieg schwer beschädigt. Erhalten sind der Westturm und die beim Wiederaufbau veränderten Umfassungsmauern des Langhauses. Die große Orgel (1955) stammt von der Fa. Romanus Seifert/Kevelaer, verfügt über 48 Register auf 3 Manualen und Pedal und wird im Sommer 2024 umfassend restauriert.

#### St. Antonius
Für die schnell wachsende Bevölkerung Mülheims plante man im ausgehenden 19. Jahrhundert einen weiteren Kirchenbau. Der Entwurf zu diesem in zwei Bauabschnitten ausgeführten neugotischen Bau stammen von dem Kölner Architekten Heinrich Renard. 1921 konnte Erzbischof Karl Joseph Kardinal Schulte die Konsekration vollziehen.
St. Antonius ist eine dreischiffige Basilika mit Querhaus und Rechteckchor. Über dem Chor erhebt sich ein achteckiger Turmhelm, der nach Süden und Norden von zwei kleinen quadratischen Türmen begleitet wird. Vor der Westfassade stehen zwei eingeschossige Eingangshallen, die wie Verlängerungen der Seitenschiffe wirken. Beide besitzen spitze Pyramidendächer.
Die Kirche wurde im Zweiten Weltkrieg relativ wenig beschädigt. Nur die Fenster und Teile des Dachs mussten ersetzt werden. Bereits am 12. Juni 1946 konnte der erste Gottesdienst gefeiert werden. 1967 wurde der Innenraum durch den Architekten Gottfried Böhm neu gestaltet, der auch den neuen Zelebrationsaltar aus Travertin in der Vierung entwarf. Gleichzeitig ging die Kirche in die Hände der Salesianer Don Boscos über. 1993 wurde die Kirche erneut umgestaltet.
Zwischen der Vierung und dem Chor hängt ein neogotisches Triumphkreuz des Mülheimer Bildhauers Schmitz. Es war ursprünglich nicht für diese Stelle vorgesehen, sondern Teil des 1916 ersetzten Hochaltars.
Die Orgel von 1956 (Fa. Verschueren) wurde 1970 in Holland gekauft und mehrfach überarbeitet.

#### Weitere Kirchen im Stadtteil
- St. Elisabeth
- St. Bruder Klaus
- Erlöserkirche der Baptisten-Gemeinde
- Gemeindehaus der Freien evangelischen Gemeinde an der Regentenstraße
- Alfonsus-Haus der Redemptoristen an der Sonderburger Straße

### Andere Bauten

#### Zwischenwerk XIb
Die Befestigungsanlage Zwischenwerk XIb (Cottbuser Straße, südlich der Berliner Straße, westlich der Autobahn) wurde 1877–1879 erbaut und 1922 teilweise geschleift. 1923 entstand ein Plan von Fritz Encke zur Umgestaltung als Erholungsanlage, der 1927 ausgeführt werden konnte. Ab 1969 beherbergte die Anlage Vereinsräume des Musikzugs Holweide (heute: Jugend-Musik- und Fanfarencorps Holweide) und des Gartenamts. Von der ursprünglichen Anlage sind erhalten die Kehlkaserne, Flanken- und Frontgraben sowie Wallgraben (als Zieranlage in veränderter Höhenlage und gärtnerisch umgestaltet).

#### Pohlsches Haus
Direkt neben der Clemenskirche steht das ausgezeichnet restaurierte Pohlsche Haus. Es verdankt seinen Namen dem ehemaligen Bürgermeister Mülheims, Peter Pohl, der es von 1916 bis 1933 bewohnte. Gebaut wurde es jedoch schon 1773 von Franz Josef Bertoldi auf der Rückseite seines Grundstücks an der Mülheimer Freiheit, wo er einen Zollhof betrieb. Im Gebäude befand sich der „Rheinsaal“, in dem die Familie Bertoldi Feste feierte und Empfänge gab. Wie viele andere Häuser Mülheims beschädigte der Eisgang von 1784 auch dieses Haus – die beiden Obergeschosse wurden zerstört, aber wieder aufgebaut. Der Zweite Weltkrieg ließ von dem Gebäude nur drei Außenmauern übrig. 1965 war das Haus wiederaufgebaut. Dabei wurden Schmuckelemente des abgebrochenen Hauses Mülheimer Freiheit 111 als Spolien eingebaut. 1992 fand eine Restaurierung statt.

#### Haus Krahnenburg

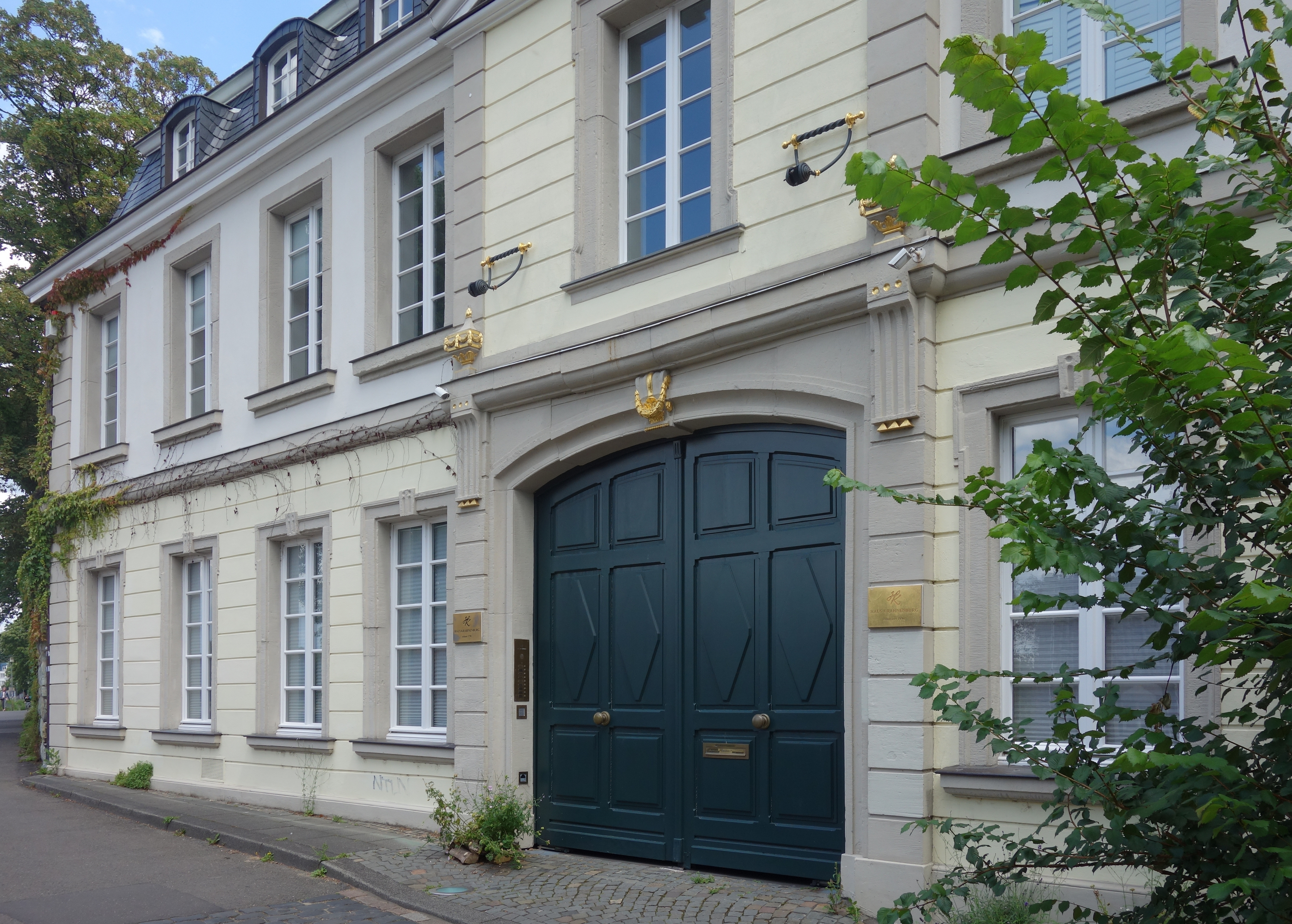
Haus Krahnenburg

Der Barockbau Krahnenstraße 8 wurde 1758 erbaut. Über der zweigeschossigen Fassade mit neun Achsen erhebt sich ein Mansarddach. Der Dreiflügelbau besitzt zwei Keller („Krahnenburgkeller“). Die Putzfassade mit Werksteingliederungen wurde sorgfältig restauriert.

#### Haus Bertoldi

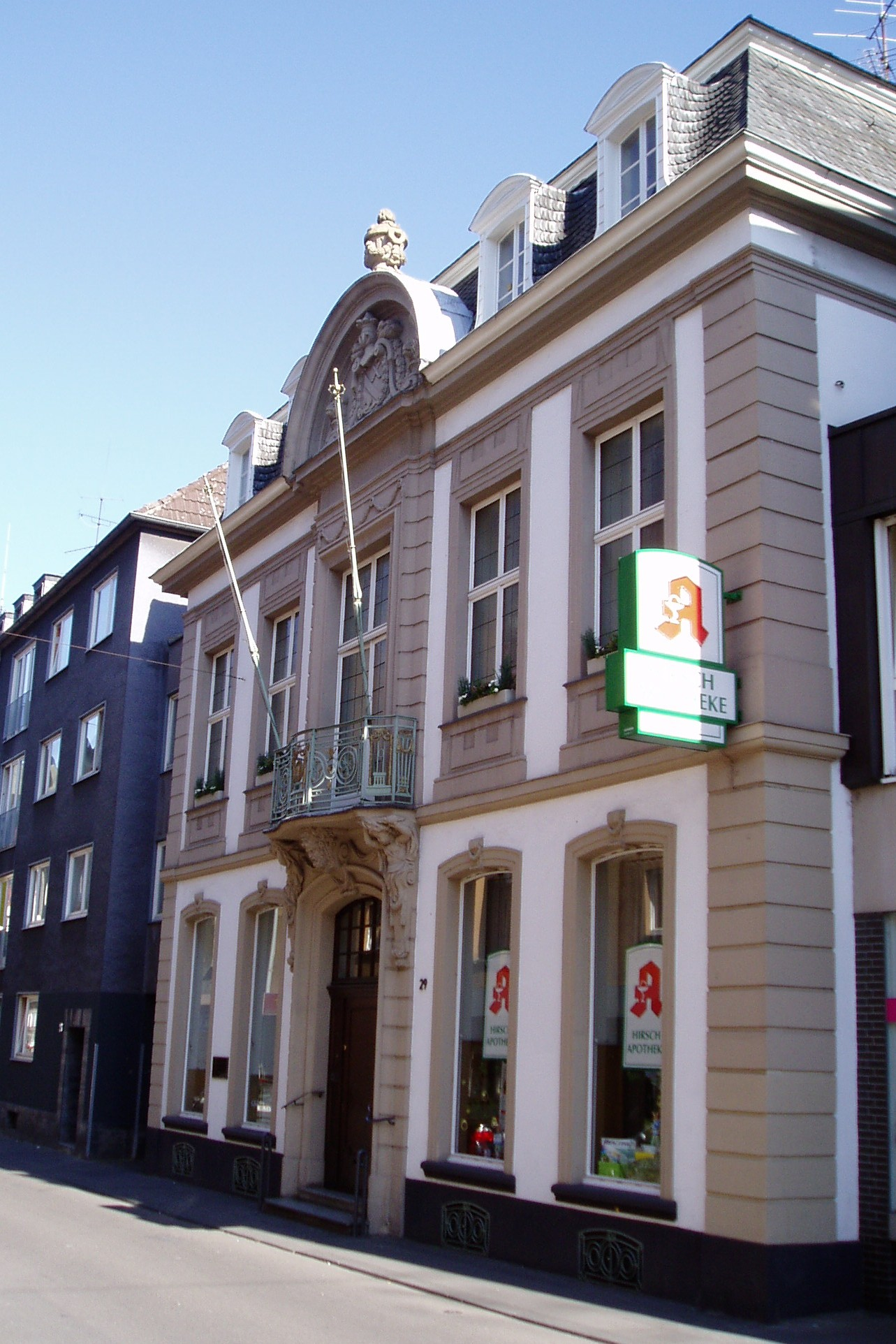
Haus Bertoldi

Der ehem. Bärenhof, Buchheimer Straße 29, wurde 1780 erbaut und zeigt eine fünfachsige Louis-XVI.-Fassade unter einem zweigeschossigen Mansarddach. In diesem Haus wurde Napoleon vom damaligen Bürgermeister Bertoldi bewirtet. Es wurde nach schweren Kriegsschäden 1963 wiederaufgebaut.

#### Stadtbrunnen

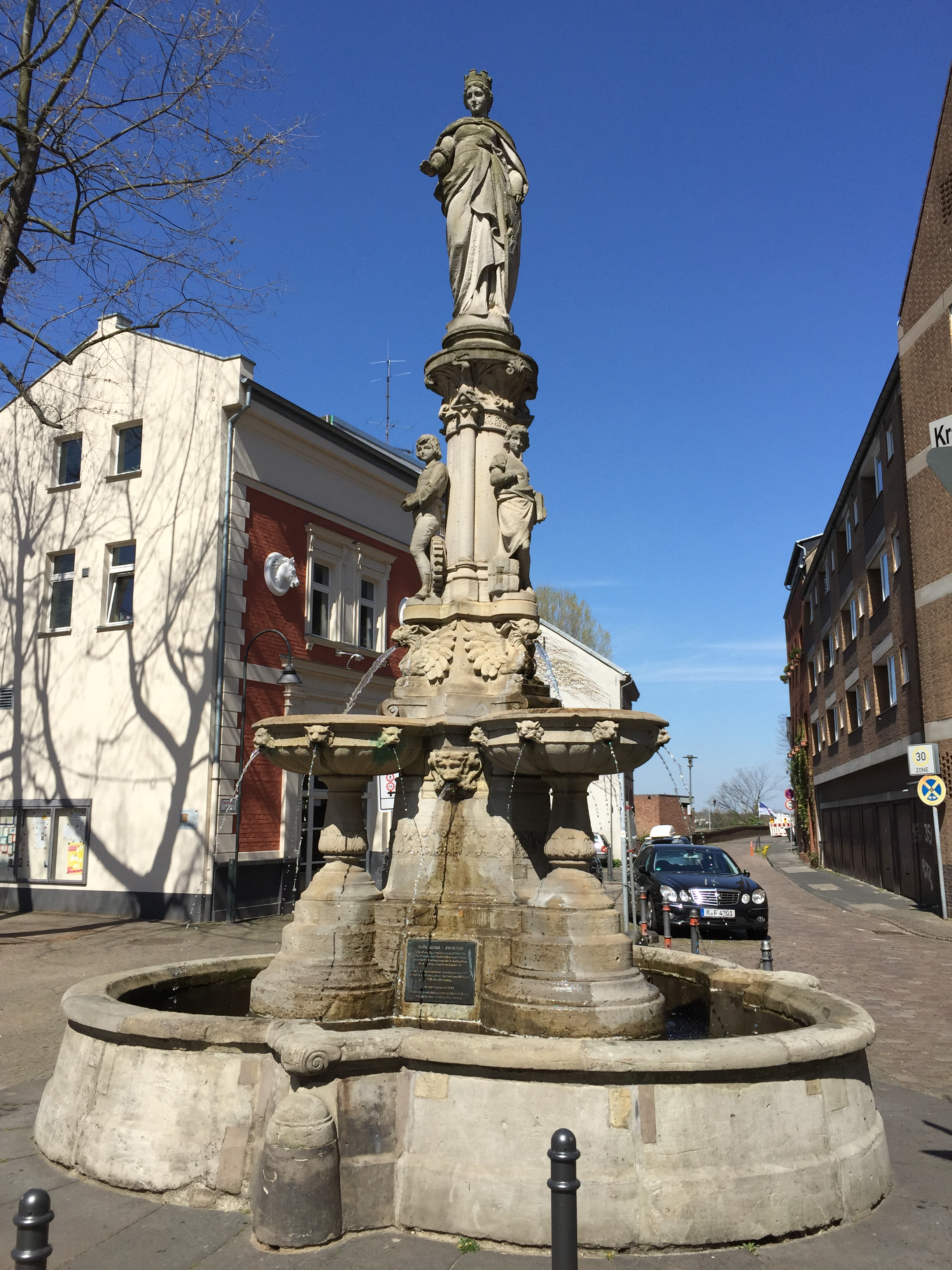
Stadtbrunnen (2015)

Der Mülheimer Stadtbrunnen liegt am Knickpunkt der Straße Mülheimer Freiheit. Dieser „Mülheimia“ betitelte Brunnen wurde 1884 von dem Kölner Bildhauer Wilhelm Albermann geschaffen. Er stellt auf der Spitze einer säulenähnlichen Konstruktion die Stadtgöttin dar. Die Säule wird im Mittelteil umgeben von drei mittelalterlich gekleideten Knaben, die den Handel, die Industrie und den Ackerbau darstellen, entsprechend der früheren Bedeutung des Ortes als florierende Industriestadt.

### Weitere Sehenswürdigkeiten
Durch Naturkatastrophen, Krieg und Wiederaufbau sind von der ursprünglichen barocken Bebauung des alten Mülheims nur einige wenige Häuser erhalten. Die ehemalige Hauptstraße, die Mülheimer Freiheit, wurde in ihrem Verlauf seit der Errichtung der Rheinbrücke 1927–29 nachhaltig gestört. Das alte Mülheim lag damals hauptsächlich zwischen der parallel zum Rhein verlaufenden Mülheimer Freiheit und der landseitigen Begrenzung im Bereich der heutigen Wallstraße. Aber bis auf einige Grundrisslinien südlich der Brücke sind diese Spuren verwischt. Erhalten – wenn auch nicht in originaler Bausubstanz – sind aus der barocken Epoche noch die Häuser Mülheimer Freiheit Nr. 31, 33, 102 und 119 und die Krahnenstraße Nr. 8 (Haus Krahnenburg).

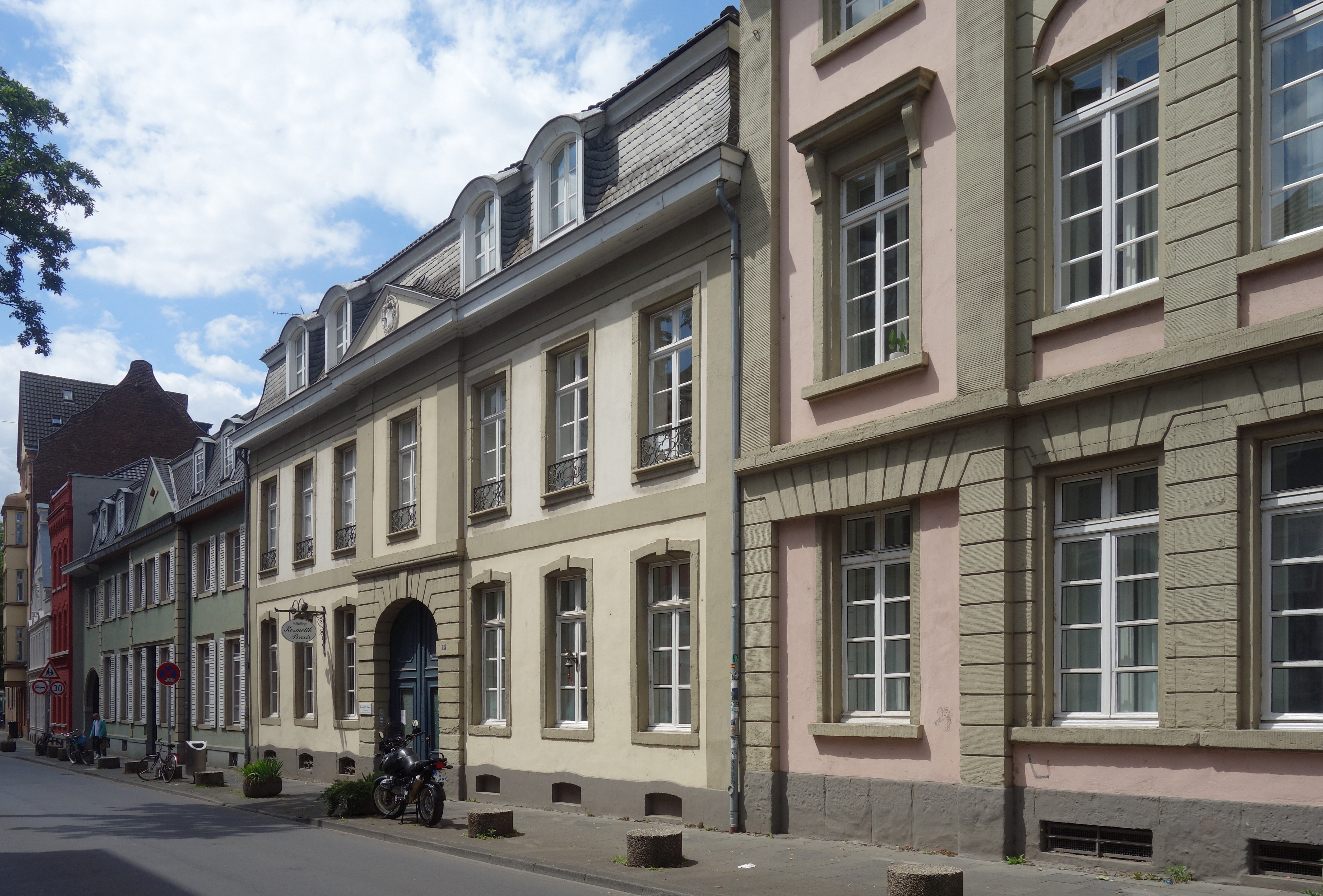
Historische Häuserzeile an der Mülheimer Freiheit

Stadtplan Mülheim am Rhein Anfang 19. Jahrhundert

In den klassizistischen Häusern des 19. Jahrhunderts Mülheimer Freiheit 69, 71, 113 und 121 hat sich zumindest die barocke Grundstruktur erhalten. Von den denkmalgeschützten Häusern des 19. und beginnenden 20. Jahrhunderts ist noch das vergleichsweise hohe Haus Mülheimer Freiheit 2–4 aus dem Jahr 1907 erwähnenswert, das mit seinem markanten, reichdekorierten Giebelfenster schon von weitem die Häuserreihe am Rhein bestimmt. Hier hat bis 1979 der Comiczeichner und fotorealistische Maler Josta Stapper gewohnt.
Von den Straßen, die damals zum Randbereich gehörten, haben sich vor allem in der Regenten-, Adam-, Keup- und Münsterer Straße gründerzeitliche Villen wohlsituierter Bürger erhalten.
- Wohnhaus „Zum goldenen Berg“, Mülheimer Freiheit 40: dort frühstückte Napoleon mit dem damaligen Besitzer, Seidenfabrikant Karl Christian Andreae.

Brunnen
- Genoveva-Brunnen
- Märchen-Brunnen
- Schifffahrt-Brunnen

Denkmäler
- Jan-Wellem-Denkmal an der Ecke Jan-Wellem-Straße / Fürstenbergstraße (am Stadtgarten)

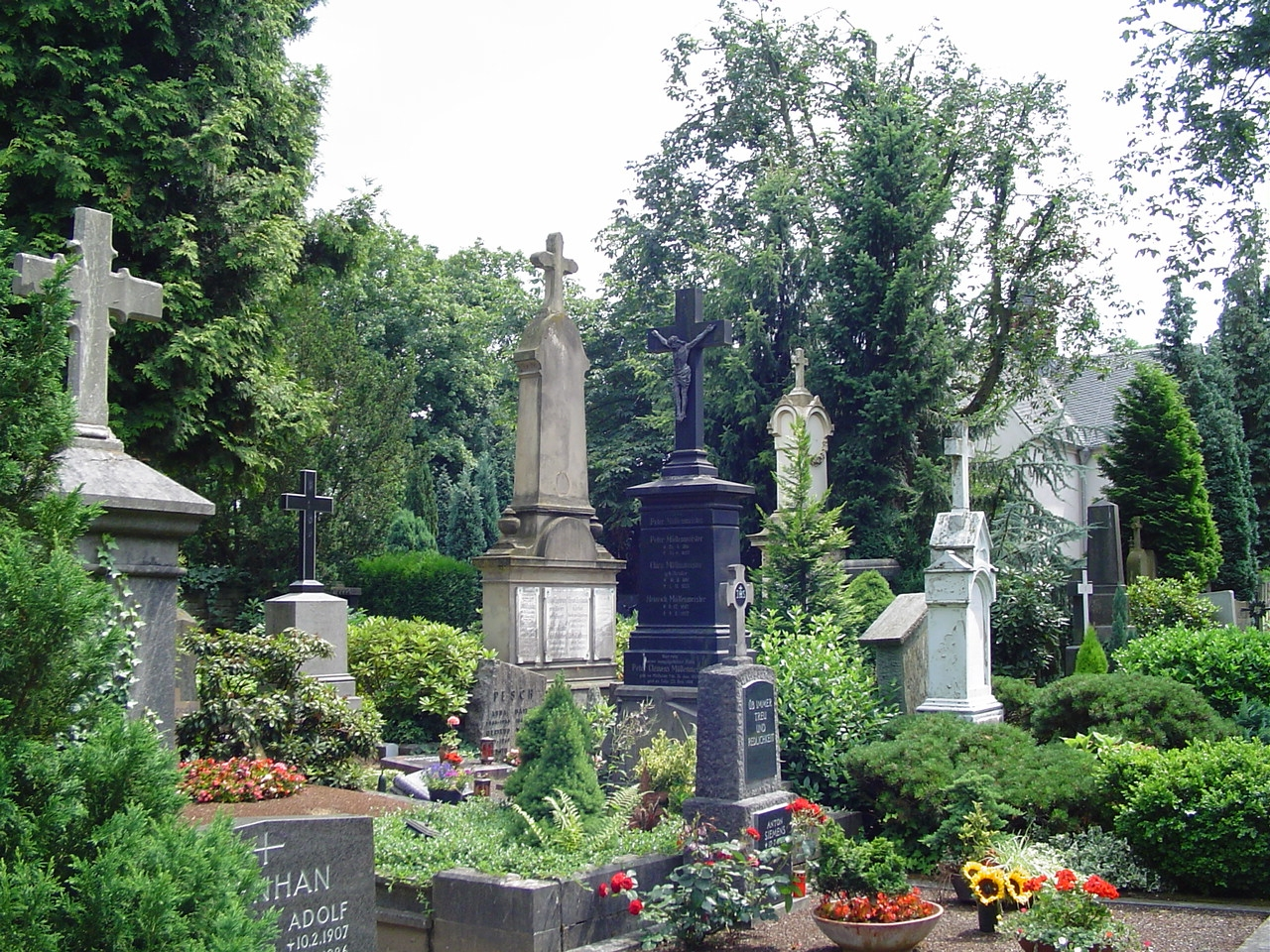
Alter Katholischer Friedhof

### Friedhöfe
- Evangelischer Friedhof, Bergisch-Gladbacher Straße
- Alter Katholischer Friedhof, Sonderburger Straße
- Schönrather Hof, Haslacher Weg (Bruder-Klaus-Siedlung)

## Schulen
- Hölderlin-Gymnasium
- Rhein-Gymnasium
- Genoveva-Gymnasium
- Elly-Heuss-Knapp Realschule
- Johann-Bendel-Realschule (vormals Realschule Danzierstraße, davor Realschule Pestalozzistraße)
- Realschule Lasallestraße
- Hauptschule Tiefentalstraße
- Trude-Herr-Gesamtschule[23] (vormals Städtische Gesamtschule Köln-Mülheim, davor Hauptschule Rendsburger Platz)
- Katholische Grundschule Luzerner Weg
- Katholische Grundschule Horststraße
- GGS Mülheimer Freiheit

## Vereine
Bekannte Sportvereine in Köln-Mülheim sind der Mülheimer Turnverein (MTV), der Fußballverein SC Köln-Mülheim Nord, die Turngemeinde Mülheim am Rhein von 1879 und der Athleten-Club Mülheim am Rhein von 1892 e. V.

## Verkehr

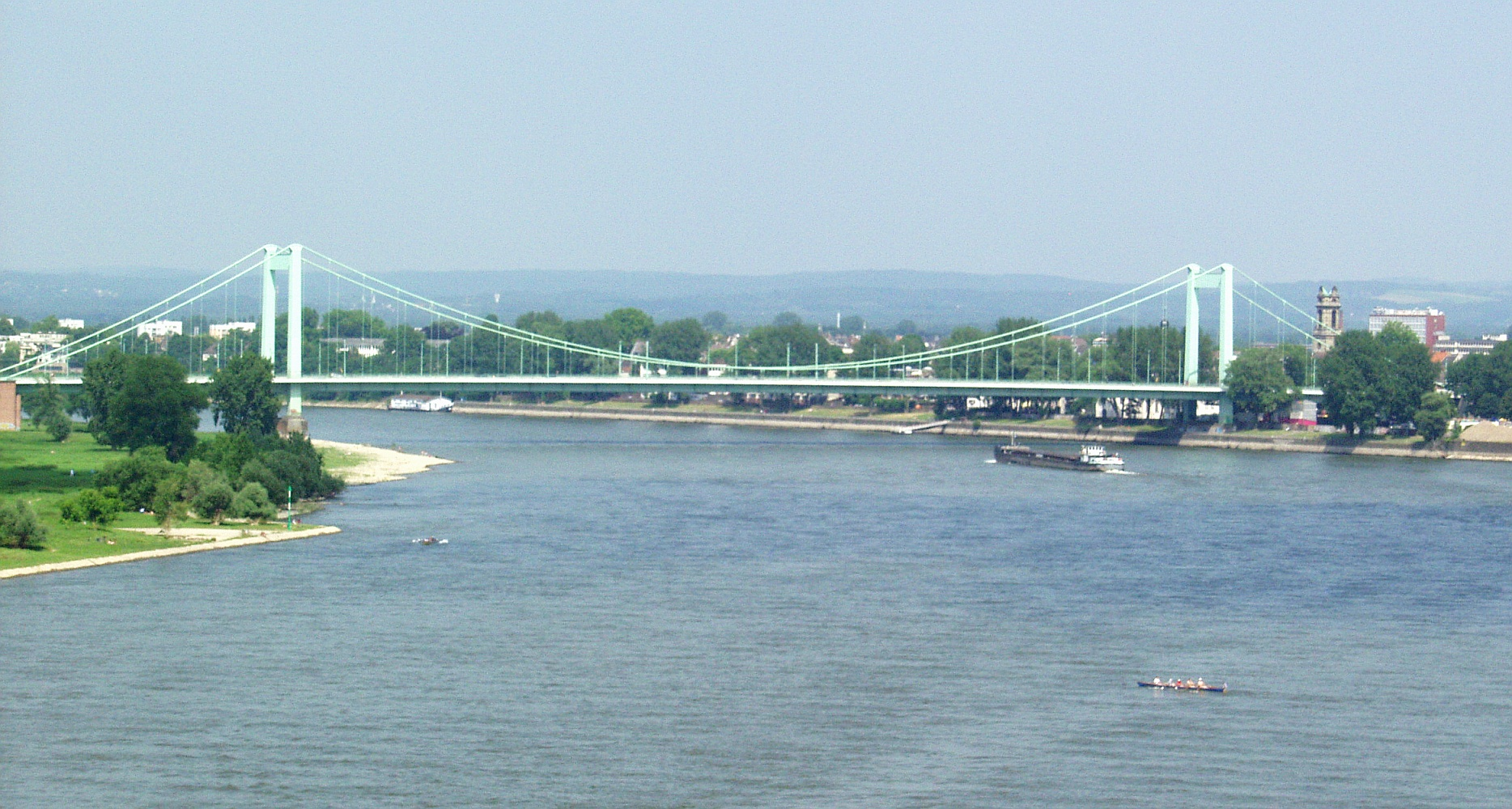
Mülheimer Brücke

Zentraler Punkt des Stadtteils ist der Wiener Platz. Hier kreuzen sich die Bundesstraßen 8 und 51, und es beginnt die Bundesstraße 506. Im Zuge der B 51 beginnt hier die rechtsrheinische Brückenrampe der Mülheimer Brücke. Auf und unter dem Platz kreuzen sich mehrere Stadtbahnlinien (siehe U-Bahnhof Mülheim Wiener Platz).
Der Bahnhof Köln-Mülheim liegt an der Bahnstrecke Köln–Wuppertal mit Halt der Rhein-Wupper-Bahn (RB 48), an der Bahnstrecke Köln–Duisburg mit Halt von NRW-Express (RE 1), Rhein-Express (RE 5) und der S 6 der S-Bahn Rhein-Ruhr, an der Bahnstrecke Köln-Mülheim–Bergisch Gladbach mit Bedienung durch die S 11 der S-Bahn Köln, sowie an der nur von Güterzügen befahrenen Bahnstrecke Mülheim-Speldorf–Troisdorf. Es gibt Umsteigemöglichkeit zu zwei Stadtbahn- und mehreren Buslinien.
Das Gelände des Mülheimer Hafens gehört nicht – wie die anderen Kölner Häfen – der HGK, sondern ist Bestandteil der gemäß § 1 Bundeswasserstraßengesetz gewidmeten internationalen Wasserstraße „Rhein“. Deshalb gehört der Hafen der Bundesrepublik; das hier mit einer Außenstelle vertretene Wasser- und Schifffahrtsamt Köln ist lediglich Betreiber für die Bundesrepublik. Die Kölner Schiffswerft Deutz mit Propellerreparatur und Binnenschiffswerft hat hier ebenfalls ihren Betrieb. Die Freizeitindustrie nimmt immer mehr Raum ein. Bis 2012 wurde nördlich des Katzenbuckels der Beachclub „Sandburg“ durch den Geschäftsmann Mike Weiler betrieben. Dieser verschwand ebenso wie die Kulissenstadt der „Anrheiner“. Als Folgenutzung entstand nördlich der Zoobrücke bis nördlich des ehemaligen „Anrheiner“-Geländes der Rheinboulevard für 1,14 Mio. €, welcher aus Mitteln des Programms Mülheim 2020 finanziert wurde. Außerdem entsteht am Hafenrand immer mehr Wohnbebauung.

## Kultur und Veranstaltungen

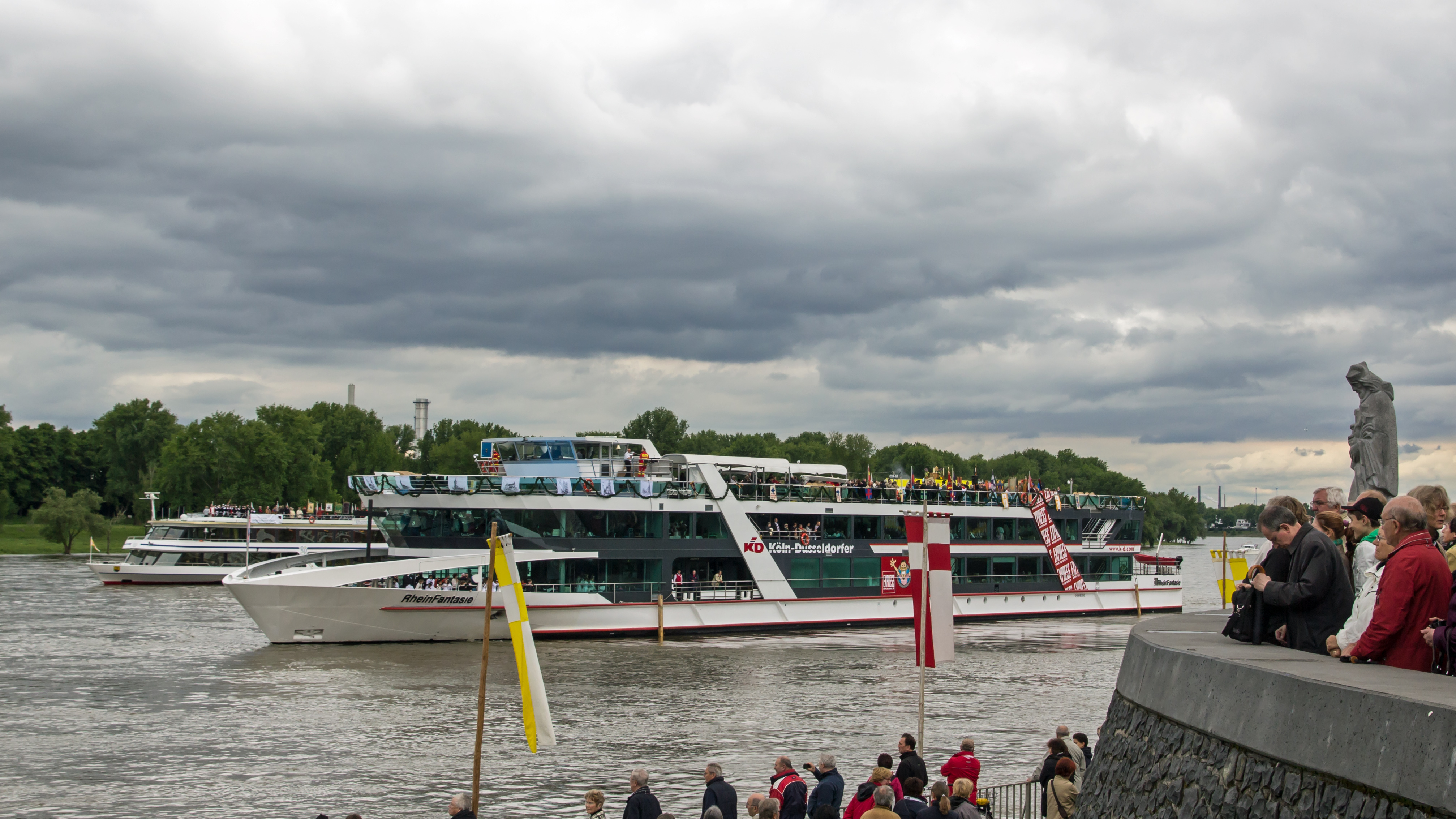
Schiffsprozession bei der Mülheimer Gottestracht 2013 vor St. Clemens. Rechts die Statue des heiligen Nepomuk

### Mülheimer Gottestracht
Die Mülheimer Gottestracht ist das größte Fest in Mülheim. Sie wird wahrscheinlich seit dem 14. Jahrhundert gefeiert. Es ist auch die größte Schiffsprozession auf dem Rhein und findet jährlich an Fronleichnam statt.

### Schützen- und Volksfest
Das Schützen- und Volksfest der Sankt Sebastianus Schützenbruderschaft Mülheim am Rhein von 1435 beginnt mit der Prozession an Fronleichnam und endet am Sonntag der gleichen Woche. Der Festplatz für das viertägige Schützen- und Volksfest ist unter der Mülheimer Brücke am Rheinufer.

### Veranstaltungshallen

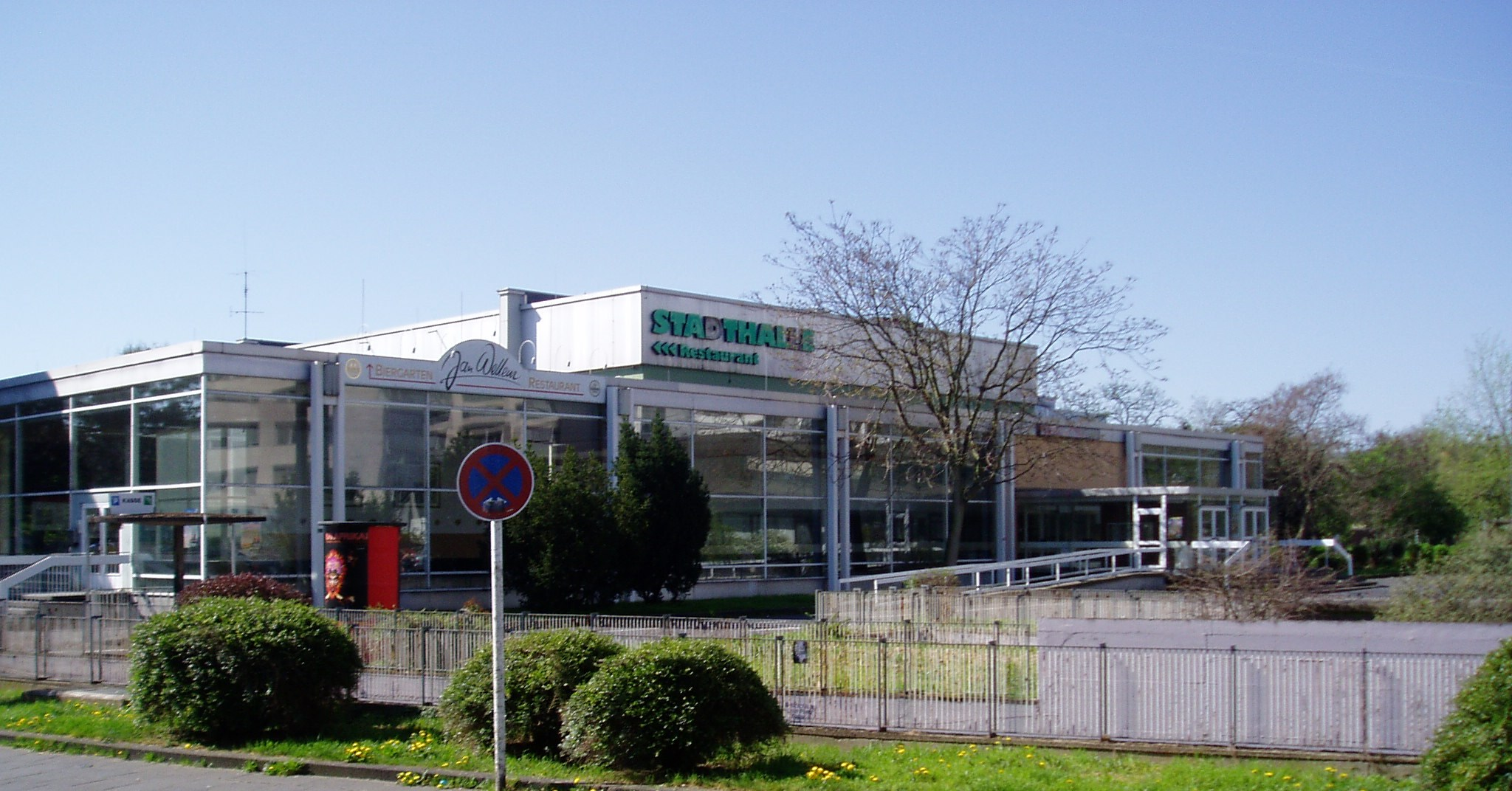
Stadthalle Köln-Mülheim

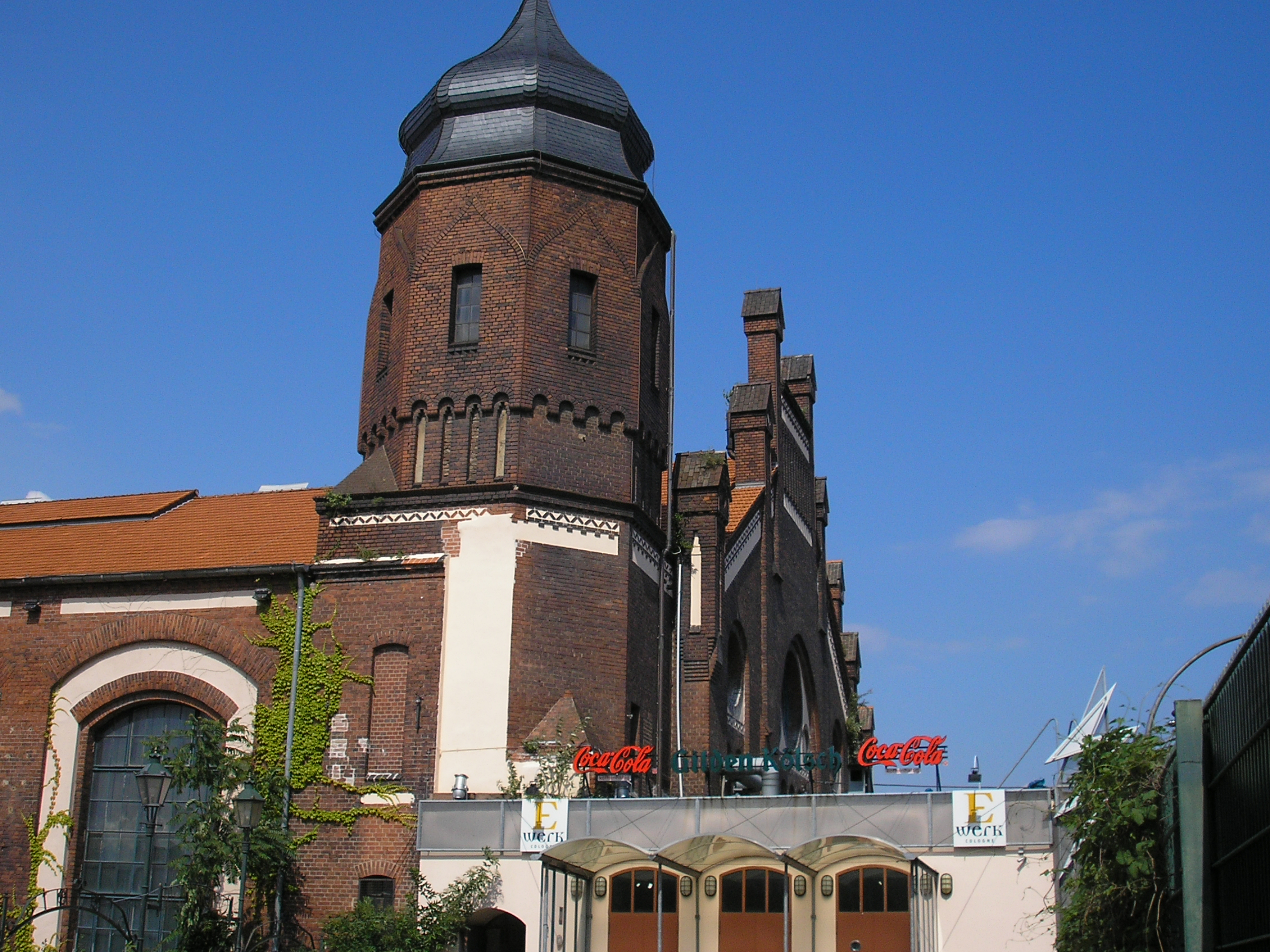
E-Werk Köln-Mülheim

- Das E-Werk ist eine Veranstaltungshalle in der Schanzenstraße, die vor allem für Rock- und Popkonzerte genutzt wird. 1991 entstand diese Eventhalle mit einer Veranstaltungsfläche von 1600 m² für 2000 Besucher aus einem Industriedenkmal. Von BAP[31] über David Bowie, Peter Maffay bis Status Quo reicht die Liste der Gaststars. Zur Karnevalszeit findet hier die Kölner Stunksitzung statt.
- Das Palladium liegt gegenüber vom E-Werk und steht unter derselben Leitung. Es befindet sich ebenfalls auf dem Gelände der ehemaligen Kölner Kabelfabrik Felten & Guilleaume. Auf rund 3000 m² bietet das Palladium bei Konzert- und Eventveranstaltungen Platz für bis zu 4000 Personen.[32] Es bietet auch Platz für kleinere Veranstaltungen an. 2008 hat der zuständige Unterausschuss des Kölner Stadtrates sich einstimmig für das Palladium als Ausweichquartier für die Kölner Oper während der großen Sanierungsarbeiten ab 2010 ausgesprochen.[33]
- Die zentral nahe dem Wiener Platz gelegene Mülheimer Stadthalle wird ebenfalls für Konzerte genutzt. Außerdem finden dort auch diverse andere Veranstaltungen wie Antikmärkte, Verkaufsmessen und Modellbahnbörsen statt. Auf rund 1500 m² bietet die Halle Platz für rund 2200 Besucher. Bundesweit bekannt wurde diese Halle, als am 25. April 1990 der damalige SPD-Kanzlerkandidat Oskar Lafontaine bei einem Wahlkampfauftritt von der psychisch kranken Adelheid Streidel mit einem Messerstich nahe der Halsschlagader lebensgefährlich verletzt wurde.

## Medien
Im Dezember 2007 erwarb die Beos GmbH das 127000 m² große, brachliegende Werksgelände des Carlswerks an der Schanzenstraße, um einen Gewerbecampus mit einer Mischung aus Büro-, Gewerbe- und Serviceflächen zu errichten. Es beinhaltet mehr als 20 Gebäude (erbaut zwischen 1896 und 1984). Kernstück ist ein 103 Meter langes Hauptgebäude aus dem Jahr 1961, das im Januar 2010 der Bastei-Lübbe-Verlag bezog. Die ehemalige Spulenfabrik wurde 1938–1948 gebaut (saniert bis März 2009), das Laborgebäude 1922 (Dezember 2008), das Quartier 2 1917 (Sommer 2010), Quartier 1 1897 (Juni 2009), Quartier 4 (Kupferhütte) 1896 (August 2009). Seit August 2009 siedelten sich hier hafenferne Nutzer an, insbesondere Medien.
Hier liegt der Standort zahlreicher Fernsehstudios, in denen u. a. die TV-Shows heute-show, Harald Schmidt, TV total, Schlag den Raab, Luke! Die Woche und ich oder Was guckst du?! aufgezeichnet werden bzw. wurden. Im Hafen von Mülheim ist für die Serie Die Anrheiner ein eigenes Veedel entstanden, das 2013 nach der letzten Folge wieder zurückgebaut wurde. Seit Januar 2010 ist die Verlagsgruppe Bastei-Lübbe unter der neuen Firmierung Bastei Lübbe GmbH & Co. KG in der Schanzenstraße angesiedelt. Seit dem 31. Januar 2014 befinden sich in der Schanzenstraße 28 die Studios von Radio Köln.

## Persönlichkeiten
- Adam Adami (1610–1663), katholischer Bischof und Diplomat
- Abraham Roentgen (1711–1793), Kunstschreiner
- Christoph Andreae (1735–1804), Unternehmer
- Carl Friedrich Jakob Schnabel (1740–1787), Gerichtsschreiber und Stadtsyndikus in Elberfeld
- Georg Wilhelm Haentjens (1775–unbekannt), Kaufmann und Abgeordneter
- Peter Heinrich Merkens (1777–1854), Unternehmer und Politiker
- Johann Georg Müller (1780–1842), Mediziner und Autor
- Gertrude van den Bergh (1794–1840), deutsch-niederländische Pianistin, Chorleiterin und Komponistin
- Joseph Haecke (1801/02–nach 1856), Maler der Düsseldorfer Schule
- Wilhelm Brandenburg (1824–1901), Maler der Düsseldorfer Schule
- Franz Fehr-Flach (1840–1929), Industrieller und Ehrenpräsident der IHK Wiesbaden
- Paul von Andreae (1850–1922), Industrieller und Gutsbesitzer
- Ferdinand Hachenberg (1852–1917), Bildhauer und Holzschnitzer
- Edward Colonna (1862–1948), Architekt
- Johann Bendel (1863–1947), Rektor und Historiker
- Heinrich Herkenrath (1863 – im 20. Jahrhundert), Politiker
- Helene Gericke (1869 – nach 1930), Stilllebenmalerin
- Josef Commer (1873–1927), Schauspieler und Regisseur
- Heinrich Weber (1875–1939), Profi-Ringer, Weltmeister
- Herbert Eulenberg (1876–1949), Schriftsteller
- Willi Ostermann (1876–1936), Sänger und Heimatdichter
- Amélie Thyssen, geborene zur Helle (1877–1965), Unternehmerin und Stifterin
- Robert Rudolf Schmidt (1882–1950), Prähistoriker, Archäologe, Hochschullehrer
- Peter Kürten (1883–1931), Serienmörder
- Josef Krahé (1884–1952), deutscher Schauspieler, Hörfunksprecher und Regisseur
- Willy Schmitter (1884–1905), Radrennfahrer
- Jakob Weber (1892–1979), KPD-Funktionär und Schriftsteller
- Fritz Stollberg (1888–1948), Politiker, Polizeipräsident und SA-Führer
- Adolf Rodewyk (1894–1989), Jesuitenpater und Exorzist
- Ernst Heinen (1933–2024), Historiker und Hochschullehrer.
- Wolfram Brück (1937–2016), Jurist und Politiker (CDU)
- Udo Kier (* 1944), Schauspieler und Synchronsprecher
- Bernhard („Ben“) Hecker (1948–2019), Schauspieler und Synchronsprecher
- Franz Meurer (* 1951), katholischer Pfarrer
- Michael Führer (* 1952), Kirchenmusiker und Cembalist
- Martin Richenhagen (* 1952), deutsch-amerikanischer Manager
- Rainer Maria Woelki (* 1956), Erzbischof von Köln (zuvor Berlin)
- Elke Decker (* 1957), Leichtathletin
- Selim Özdoğan (* 1971), türkischstämmiger deutscher Schriftsteller

### Malergruppe „Mülheimer Freiheit“
In einem Hinterhofatelier in dem Haus „Mülheimer Freiheit Nr. 110“ formierte sich 1979 eine neue Gruppe neoexpressionistischer Maler, die sich nach dieser Adresse „Mülheimer Freiheit“ nannte. Die Idee zu dieser Namensgebung hatte der Kölner Galerist Paul Maenz. Die Gruppe bestand aus Hans Peter Adamski, Peter Bömmels, Walter Dahn, Jiří Georg Dokoupil, Gerard Kever und Gerhard Naschberger. Von 1979 bis 1982 vertrat Paul Maenz die jungen Künstler auf dem internationalen Markt. 1984 löste sich die Gruppe auf.

### Bürgermeister
- 1815–1819: Karl Brünninghausen
- 1820: Franz Joseph Nuß (kommissarischer Bürgermeister, Februar bis Dezember)
- 1820–1830: Karl Joseph Alster
- 1831–1836: Alois Mathias Böcker
- 1836–1844: Peter Joseph Maßen
- 1844–1863: Johann Heinrich Bau
- 1852–1875: Ludwig Blin
- 1874–1876: Viktor Kaifer
- 1876–1908: Friedrich Wilhelm Steinkopf (seit dem 25. Oktober 1898 Oberbürgermeister)
- 1909–1914: Bernhard Clostermann (seit dem 3. September 1914 unbesoldeter Beigeordneter der Stadt Köln)

### Ehrenbürger
- Friedrich Wilhelm Steinkopf (1842–1911), von 1876 bis 1908 Bürgermeister von Mülheim, zum Ehrenbürger gewählt am 7. Dezember 1907 anlässlich seines dreißigjährigen Dienstjubiläums.